# Xiongnu
Pour les articles homonymes, voir Hsiung.
IIIe siècle av. J.-C. – Ve siècle
Les Xiongnu (chinois : 匈奴 ; pinyin : Xiōngnú ; Wade : Hsiung-nu ; EFEO : Hiong-nou ; turc : Büyük Hun İmparatorluğu ou Asya Hun İmparatorluğu) sont une confédération de peuples nomades venue de l'actuelle Mongolie, nomadisant dans les steppes entre le lac Baïkal et la Chine du Nord. Ils sont mentionnés par des sources chinoises pour la première fois vers l'an 245 av. J.-C. et disparaissent définitivement à la fin de la seconde moitié du Ve siècle apr. J.-C. Selon les sources chinoises, l'empire Xiongnu aurait été fondé par le Modu Chanyu connu sous le nom de Mete Khan, qui devient le premier chef suprême de cette confédération en l'an 209 av. J.-C..
Après que leurs précédents rivaux, les Yuezhi, ont migré en Asie centrale au cours du IIe siècle av. J.-C., les Xiongnu deviennent la puissance dominante dans les steppes du nord-est de l'Asie centrale, leur territoire étant centré sur la région qui sera connue plus tard sous le nom de Mongolie. Les Xiongnu sont alors également actifs dans les régions qui font aujourd'hui partie de la Sibérie, de la Mongolie-Intérieure, du Gansu et du Xinjiang. Leurs relations avec les dynasties chinoises, leurs voisins immédiats du sud-est, sont complexes, avec des périodes répétées de conflits et d'intrigues, alternant avec des échanges commerciaux, des versements de tribut et des mariages (和親, héqīn).
Pendant la période des Seize Royaumes, ils sont également connus comme étant l'un des « Cinq Barbares » (五胡, Wǔ Hú) qui prennent part à un soulèvement contre la domination chinoise connu sous le nom de Soulèvement des Cinq Barbares (en).
Il est difficile de lier les Xiongnu aux groupes ethniques ultérieurs de la steppe d'Eurasie occidentale, et toutes les hypothèses avancées restent controversées. Un des problèmes qui se pose pour identifier le noyau ethnique des Xiongnu est que seuls quelques mots de leur langue, principalement des titres et des noms de personnes, ont été conservés dans les sources chinoises. La langue Xiongnu pourrait être apparenté à celle des Huns ou des Huna (en), mais cette théorie reste contestée,. Parmi les autres liens linguistiques — tous également controversés — proposés par les chercheurs figurent l'iranien,,, le mongol, le turc,, l'ouralien, les langues ienisseïennes,,, le tibéto-birman ou des origines multiethniques.

## Histoire

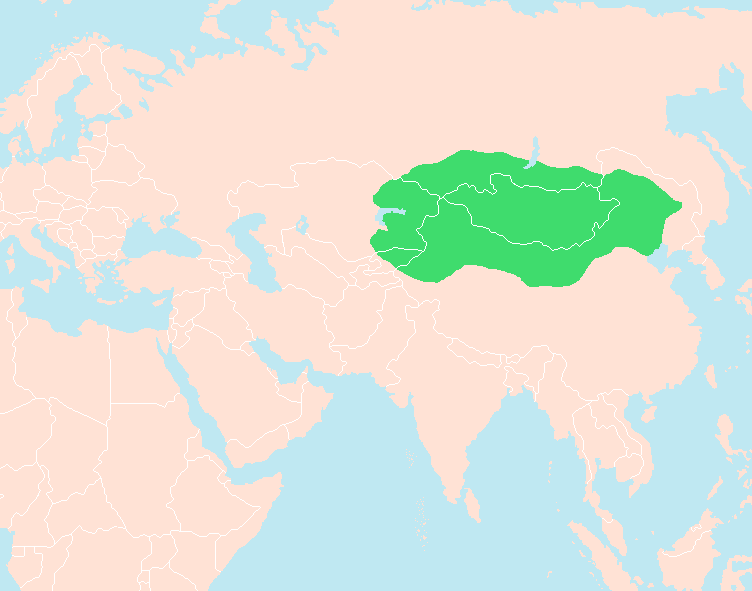
Territoire des Xiongnu avant la Guerre Han–Xiongnu. Il inclut la Mongolie, l'Est du Kazakhstan, l'Est du Kirghizistan, et des parties du nord de la Chine, y compris l'Ouest de la Mandchourie, le Xinjiang, la Mongolie-Intérieure et le Gansu.(-209–-216)

### Naissance du peuple Xiongnu
Un des premiers textes à faire référence aux Xiongnu est le Shiji, un livre rédigé par Sima Qian, un historien de la dynastie Han. Dans ses écrits, Qian sépare de manière distincte le peuple Huaxia (chinois) sédentaire, vus comme étant les porteurs de la civilisation, et les nomades pastoraux (Xiongnu), assimilés à une société non civilisée. Ce concept de séparation et d'opposition entre les Chinois et le reste du monde porte le nom de distinction Hua-Yi. Les sources pré-Han classent souvent les Xiongnu comme étant un « peuple Hu », qui est un terme générique pour qualifier tous les peuples nomades. Ce n'est que sous les Han que ce terme devient un ethnonyme désignant les Xiongnu.
Les dynasties et États de la Chine antique sont souvent en contact avec les Xianyun et les Xirong, deux peuples nomades. Durant les siècles suivants, l'historiographie chinoise en vient à considérer que les Xiongnu descendent de l'un ou l'autre de ces peuples. Ces peuples nomades se sont régulièrement retrouvés en conflit avec les dynasties chinoises Shang et surtout Zhou, qui les ont souvent conquis et asservis durant leurs périodes d'expansion. Pendant la période des Royaumes combattants, les armées des États de Qin, Zhao et Yan annexent plusieurs territoires habités par divers peuples Hu. C'est dans ce cadre qu'il est fait mention pour la première fois des Xiongnu dans les archives chinoises, lorsqu'en 318 av. J.-C. ils participent à une coalition des États de Wei, Han et Zhao contre Qin, puis en -245, à l'occasion d'un affrontement contre le royaume de Zhao.
Le sinologue Edwin Pulleyblank soutenait que les Xiongnu faisaient partie d'un groupe Xirong appelé Yiqu, ayant vécu dans le Shanbei où ils auraient été influencés par la Chine pendant des siècles, avant d'être chassés par la dynastie Qin. Ce qui est sûr, c'est que la campagne des Qin contre les Xiongnu étend le territoire des premiers aux dépens des seconds. En effet, à cette époque, les Xiongnu semblent être gouvernés par un homme que les Chinois appellent Touman (頭曼, Tóumàn). Ce nom propre étant apparenté au turco-mongol tümen « dix mille », ce serait plutôt un titre militaire (général d'une armée de dix mille hommes) interprété comme un nom propre par les Chinois de l'époque. Qin Shi Huang, qui vient juste de finir d'unifier la Chine, ne supporte pas que « Touman » lance des attaques régulières contre la Chine. Aussi, en 215 av. J.-C., il envoie le général Meng Tian conquérir les terres des Xiongnu et chasser ces derniers de la région de la boucle de l'Ordos, ce qu'il accomplit un peu plus tard cette année-là. Après avoir subi une défaite catastrophique face à Meng Tian, « Touman » est contraint de s'enfuir loin sur le plateau mongol. Pour protéger ces terres nouvellement conquises, Qin Shi Huang fait construire la première grande muraille de Chine, en reliant ensemble des murailles érigées par les royaumes qu'il vient de conquérir, puis en les prolongeant plus loin vers l'Ouest. L'empire Qin est donc devenu une menace pour les Xiongnu, ce qui finit par conduire à la réorganisation des nombreuses tribus en une confédération.

### Création de l'Etat Xiongnu

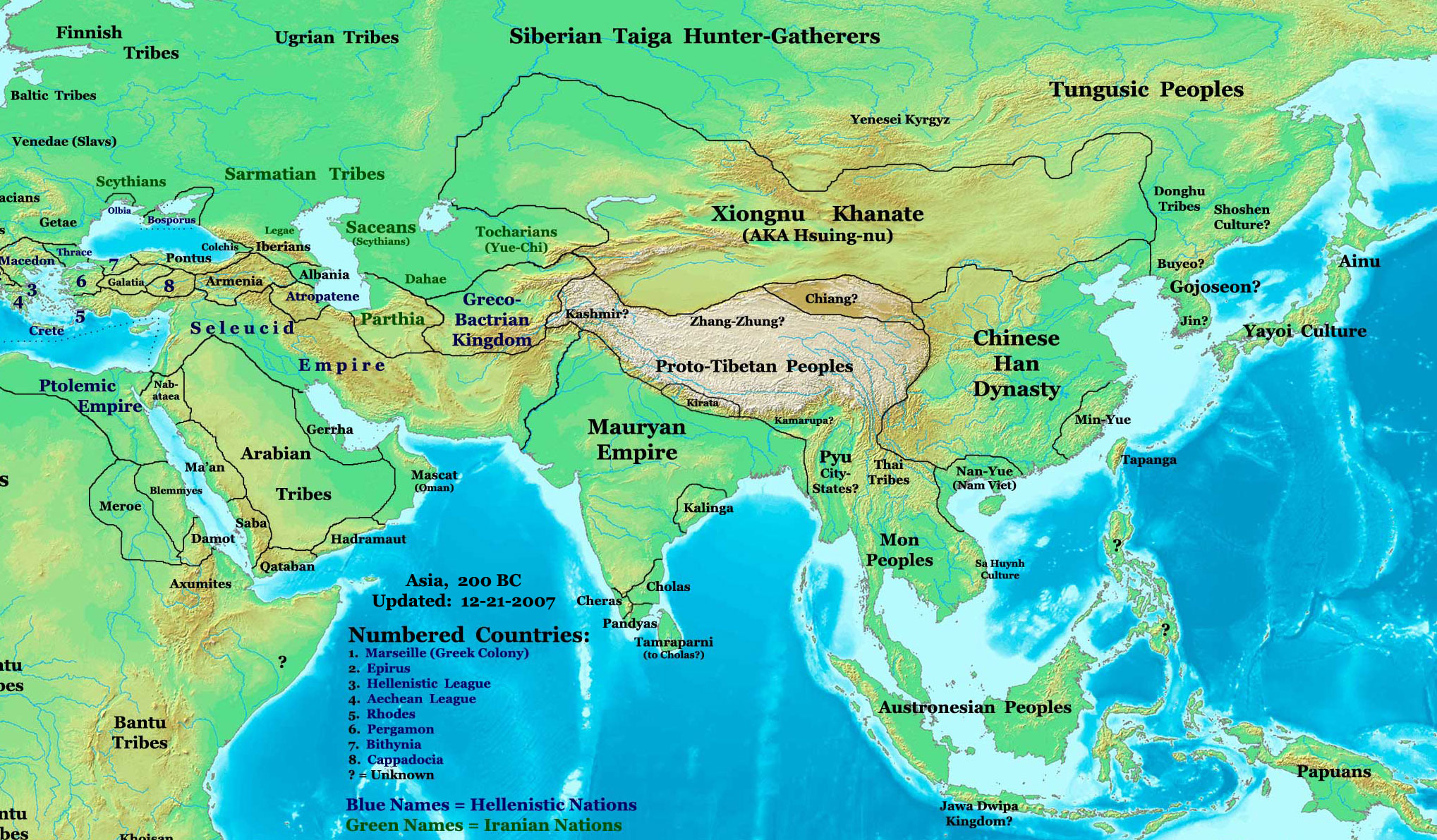
carte de l'Asie en 200 av. J.-C., montrant le premier État Xiongnu et ses voisins.

En 209 av. J.-C., trois ans avant la fondation de la dynastie Han, les Xiongnu sont réunis en une puissante confédération par un nouveau chanyu, le fils aîné et successeur de Touman : Modu (冒頓, mòdú) qui accède au trône en assassinant son père. Il règne de -209 à -174, en portant un titre que les Chinois transcrivent par 撑犁孤涂單于, 撑犁孤涂单于, chēnglí gūtú shànyú. La désignation turco-mongole du ciel est reconnaissable en chengli, prononcé *thrangrri en vieux chinois. Comme selon les Chinois gutu signifiait « fils », ce titre peut être traduit par « shanyu, fils du ciel ». La puissance des Xiongnu s'accroit considérablement sous le règne de ce souverain, qui réorganise l'armée en introduisant une discipline stricte. Il crée aussi une cavalerie légère armée de puissants arcs composites. Son campement est alors situé au sud-est des monts Khangaï, au centre de la Mongolie. Cette nouvelle unité politique et cette réorganisation militaire transforment les Xiongnu en un puissant État, en permettant la formation d'armées plus importantes et en leur donnant la capacité d'exercer une meilleure coordination stratégique. Les Xiongnu adoptent de nombreuses techniques agricoles chinoises, telles que l'esclavage pour les travaux lourds, portent de la soie comme les Chinois et vivent dans des maisons de style chinois. La raison de la création de cette confédération n'est pas encore claire. Parmi les suggestions, on peut citer la nécessité d'un État plus fort pour faire face à la Chine unifiée par les Qin après la défaite de 215 av. J.-C., qui a privé les nomades de leurs pâturages sur le fleuve Jaune.
Après avoir unifié son peuple, le Modu Chanyu étend son empire de tous côtés. Au nord, il conquiert un certain nombre de peuples nomades, dont les Dingling du sud de la Sibérie. Il écrase les Donghu de l'est de la Mongolie et de la Mandchourie ainsi que les Yuezhi (月氏) en -176. Il s'agit de Tokhariens, originaires de l'ouest de la province de Gansu et vivant dans le corridor du Hexi, qui ont fondé le premier empire connu de l'Asie centrale. Selon une histoire peut-être en partie légendaire, Modu avait été envoyé en otage chez eux sous le règne de Touman. La victoire de Modu pousse les Yuezhi à émigrer vers le Tian Shan (monts Célestes), dans l'actuel Kirghizistan, et permet aux Xiongnu de contrôler trente-neuf États de l'Asie centrale. La plupart d'entre eux sont situés sur la Route de la soie. Les nomades sont alors les maîtres des territoires de l'Ouest. Enfin Modu réoccupe toutes les terres précédemment conquises par le général Meng Tian. Dès lors, les Xiongnu deviennent une menace pour la nouvelle dynastie Han, qui règne sur la Chine depuis la fin du chaos provoqué par la chute de la dynastie Qin.
Liu Bang, le fondateur de la dynastie Han, réagit à cette nouvelle menace en organisant une grande expédition militaire contre les nomades, mais en -200, les Xiongnu parviennent à l'encercler et le vaincre lors de la bataille de Baideng (白登) au Shanxi. Deux ans plus tard, un traité de paix est signé avec la Chine : Les Xiongnu reconnaissent la souveraineté des Han sur tous les territoires au sud de la Grande Muraille, mais en échange les Chinois doivent donner une princesse en mariage au chanyu et fournir une grande quantité de soie, de produits artisanaux, de riz et d'or. C'est une sorte de tribut à payer pour avoir la paix.
Modu meurt en 174 av. J.-C. et c'est son fils, Laoshang　(老上, lǎoshàng), qui lui succède et règne jusque vers -161. Continuant la politique de son père, il remporte une victoire définitive contre les Yuezhi, les poussant à émigrer vers la Bactriane. Le roi des Yuezhi est tué et son crâne transformé en une coupe à boire.
Les Xiongnu sont alors reconnus comme étant le plus puissant des peuples nomades qui bordent l'empire des Han et, pour un temps, c'est eux qui tiennent le haut du pavé face aux Chinois. Selon le Livre des Han, cité plus tard dans le Youyang zazu (en) (Variétés de Youyang) de Duan Chengshi :

« De plus, selon le Han shu, Wang Wu (王烏) et d'autres ont été envoyés comme émissaires pour rendre visite aux Xiongnu. Selon les coutumes des Xiongnu, si les émissaires Han n'enlevaient pas leur tally (NdT : des plaques en forme de tigre symbolisant les pouvoirs qui sont conférés aux porteurs par l’empereur de Chine), et s'ils ne permettaient pas que leur visage soit tatoué, ils ne pouvaient pas entrer dans les yourtes. Wang Wu et ses compagnons ont retiré leurs talies, se sont soumis au tatouage et ont ainsi pu entrer dans les yourtes. Le Shanyu les considéra avec beaucoup d'égards. »

### Organisation de la société Xiongnu
Après la mort de Modu, ses successeurs créent un système d'organisation politique dualiste, avec les Xiongnu divisés en branches de gauche et de droite, sur une base régionale. Le chanyu, ou shanyu, est le souverain des Xiongnu. D'un rang équivalent à l'empereur de Chine, il exerce une autorité directe sur le territoire central de la confédération.
Sous lui se trouvent les rois Tuqi de gauche et de droite, celui de gauche étant normalement l'héritier présomptif du chanyu. Plus bas dans la hiérarchie se trouvent d'autres dirigeants, dont les postes vont également par paires de gauche et de droite : les guli, les commandants de l'armée, les grands gouverneurs, les dunghu et les gudu. Sous eux se trouvent les commandants de détachements de mille, de cent et de dix hommes. Cette nation de nomades, un peuple en marche, est organisée comme une armée.
Yap, qui décrit apparemment la situation existant au début de la confédération, situe le camp principal des Chanyu au nord du Shanxi, le roi Tuqi de gauche tenant la zone située au nord de Pékin et le roi Tuqi de droite celle allant de la boucle de l'Ordos jusqu'au Gansu. Grousset, qui décrit probablement la situation après que les Xiongnu ont été repoussés vers le nord, place les Chanyu sur le cours supérieur de l'Orkhon, près de l'endroit où Gengis Khan établira plus tard sa capitale, Karakorum. Le roi Tuqi de la gauche vit alors à l'est, probablement sur le haut Kherlen, tandis que celui de droite vit à l'ouest, peut-être près de l'actuelle ville d'Uliastay dans les Monts Khangaï.

### Mariages diplomatiques avec les Han

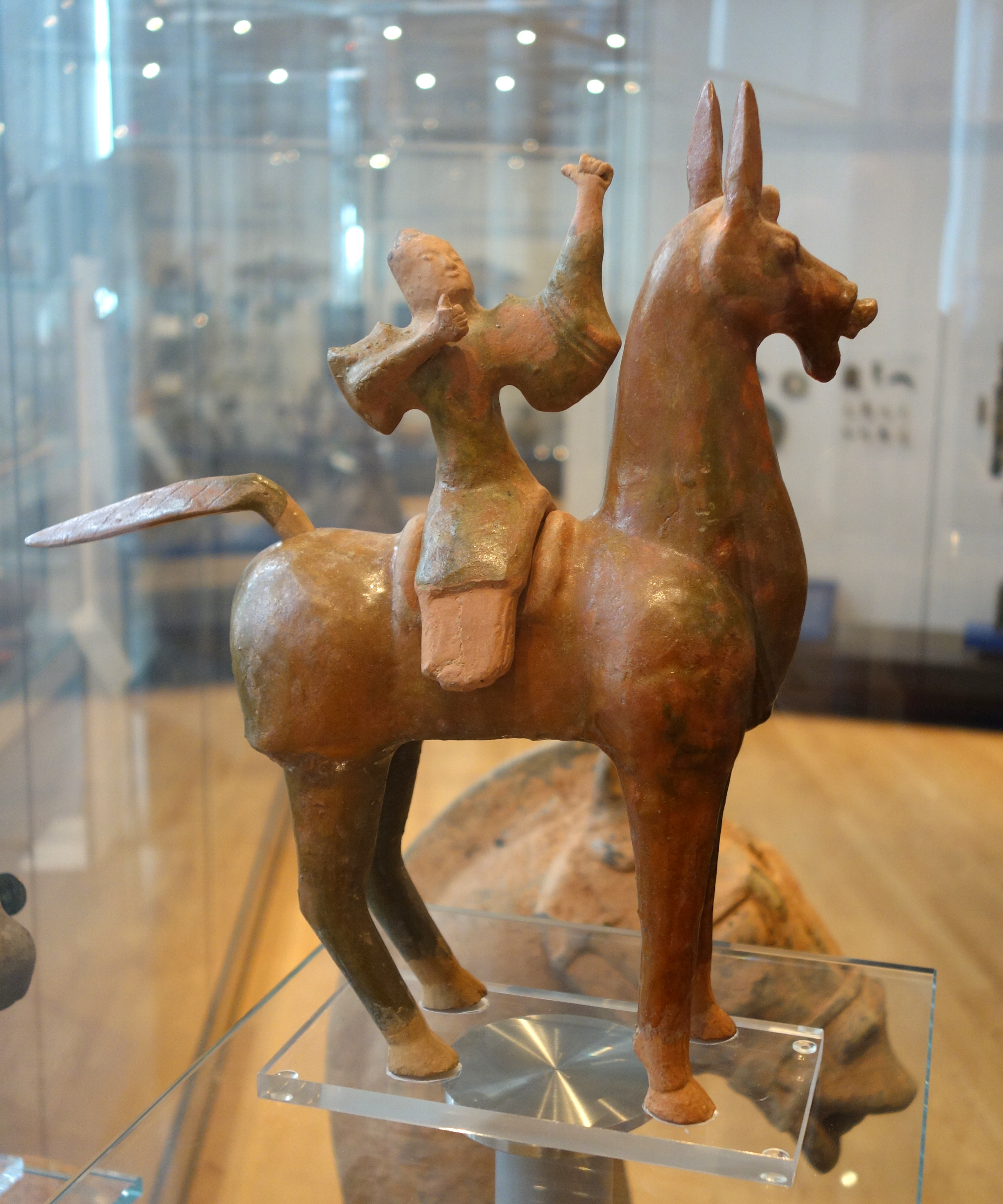
Figurine chinoise en céramique émaillée représentant un archer à cheval, 50 avant J.-C. à 50 après J.-C., fin Dynastie Han occidentaux ou début Dynastie Han orientaux.

Durant l'hiver 200 avant J.-C., à la suite du siège de Taiyuan par les Xiongnu, l'empereur Han Gaozu mène personnellement une campagne militaire contre le Chanyu Modu. Lors de la bataille de Baideng, il est pris en embuscade par la cavalerie Xiongnu. Coupé de ses approvisionnements et de tous renforts pendant sept jours, Gaozu n'échappe que de justesse à la capture.
C’est à la suite de cette défaite que le stratège Shenping (陳平) suggère à l'empereur de mettre en place une politique d’alliance matrimoniale entre les deux empires, avec les Han envoyant des princesses épouser les chefs xiongnu, ainsi que des cadeaux visant à soudoyer les Xiongnu afin qu'ils cessent d'attaquer la Chine. Sa proposition est adoptée et mise en œuvre avec l’envoi de Liu Jing (chinois : 劉敬 (西漢)) à la cour du Chanyu en 198 av. J.-C., pour négocier un traité. Un accord de paix est finalement conclu entre les parties, qui comprend le mariage d'une princesse Han avec le Chanyu (une pratique appelé heqin) (chinois : 和親 ; litt. « parenté harmonieuse ») ; des dons périodiques aux Xiongnu de soie, de boissons distillées et de riz par les Chinois; un statut égal entre les deux États et la reconnaissance mutuelle de la Grande Muraille comme frontière entre les deux empires.
Ce premier traité pose les bases des relations entre les Han et les Xiongnu pendant soixante ans. Jusqu'en 135 av. J.-C., le traité est renouvelé neuf fois, chaque fois avec une augmentation des "cadeaux" chinois à l'Empire Xiongnu. En -192, Modun demande même la main de l'impératrice Lü Zhi, la veuve de l'empereur Han Gaozu. Son fils et successeur, l'énergique Jiyu, connu sous le nom de Chanyu Laoshang, poursuit la politique expansionniste de son père. Laoshang réussit à négocier avec l'empereur Han Wendi, et à des conditions très avantageuses pour les Xiongnu, le maintien d'un système de marchés à grande échelle soutenu par le gouvernement. C'est via ces marchés que les Xiongnu commercent avec les Chinois, d’où l’intérêt pour le Chanyu de les garder ouverts.
Si les Xiongnu tirent un grand profit de ces traités, du point de vue chinois ils sont coûteux, très humiliants et inefficaces. En effet, le Chanyu Laoshang montre à plusieurs reprises qu'il ne prend pas le traité de paix au sérieux. En une occasion, ses éclaireurs pénètrent jusqu'à un point proche de Chang'an, la capitale des Han. En -166, il conduit personnellement 140 000 cavaliers pour envahir Anding, et avance jusqu'à la retraite impériale de Yong. En -158, son successeur envoie 30 000 cavaliers pour attaquer Shangdang et 30 000 autres à Yunzhong (en).
Les Xiongnu pratiquent également des alliances matrimoniales, en mariant des princesses Xiongnu avec des officiers et des fonctionnaires de la dynastie Han qui ont fait défection à leur profit. Ainsi, le général Zhao Xin, le marquis de Xi, un Xiongnu qui sert la dynastie Han, épouse la sœur aînée d'un Chanyu. Après sa reddition et sa défection, le général chinois Han Li Ling épouse la fille d'un autre Chanyu,,,. Li Guangli, un général Chinois impliqué dans la guerre des chevaux célestes, épouse également la fille d'un Chanyu après avoir fait défection.
Cette pratique ne prend pas fin avec la chute de la confédération XIongnu et perdure encore durant plusieurs siècles. Ainsi, lorsque la dynastie Jin de l'Est prend fin, les Xianbei de la dynastie Wei du Nord accueillent Sima Chuzhi (馬楚之 ), un prince chinois issu de la dynastie déchue, comme réfugié. Une princesse Xei du Nord épouse Sima Chuzhi, donnant naissance à Sima Jinlong ( 司馬金龍). Ce dernier finit par épouser la fille de Juqu Mujian, le roi de la dynastie Xiongnu du Liang septentrional.

### Guerre Han-Xiongnu

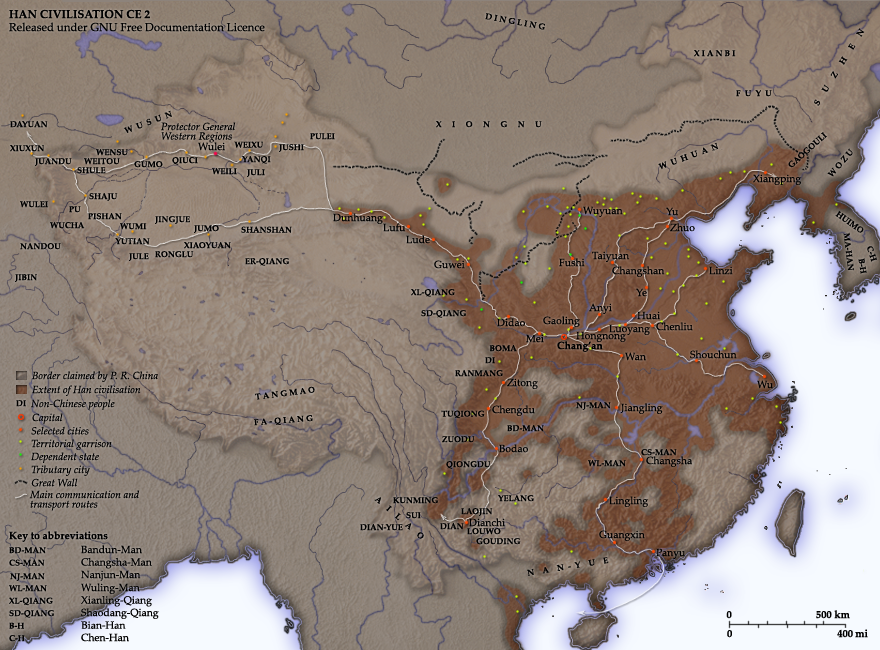
Les territoires de la dynastie Han vers l'an 2 de notre ère

La dynastie Han commence à se préparer à la guerre contre les Xiongnu lorsque l'empereur Han Wudi (漢武帝) envoie l'ambassadeur Zhang Qian (張騫) explorer les mystérieux royaumes de l'ouest et former une alliance avec le peuple Yuezhi afin de combattre les Xiongnu. Comme il doit traverser le territoire des Xiongnu pour se rendre en Bactriane, où se trouvent les Yuezhi, il est capturé et reste dix ans prisonnier à la cour du Chanyu. Pendant cette période, Zhang épouse une femme Xiongnu, qui lui donne un fils, et gagne la confiance du chef Xiongnu,,,,,,. Il finit par s'échapper et arriva chez les Yuezhi vers -128, mais il échoue dans sa mission diplomatique. Sur le chemin du retour, il est de nouveau capturé, mais il ne reste prisonnier qu'un an, puis réussit à revenir en Chine.
Bien que Zhang Qian n'ait pas réussi à établir une alliance avec les Yuezhi, ses rapports sur l'Occident incitent encore plus Wudi à contrer la mainmise des Xiongnu sur les routes de l'Ouest situées hors de Chine. Dès lors, les Chinois se préparent à monter une attaque à grande échelle, en utilisant la branche nord de la route de la soie pour déplacer des hommes et du matériel.
Même si la Chine des Han prépare à un affrontement militaire, la rupture ne se produit qu'en -133, à la suite de l'échec d'une embuscade tendue par les troupes chinoises au chanyu à Mayi. À ce moment-là, l'empire Han est consolidé politiquement, militairement et économiquement, et est dirigé par une faction de la Cour favorable à la guerre. Cette année-là, l'empereur Wudi revient sur la décision qu'il avait prise l'année précédente de renouveler le traité de paix.

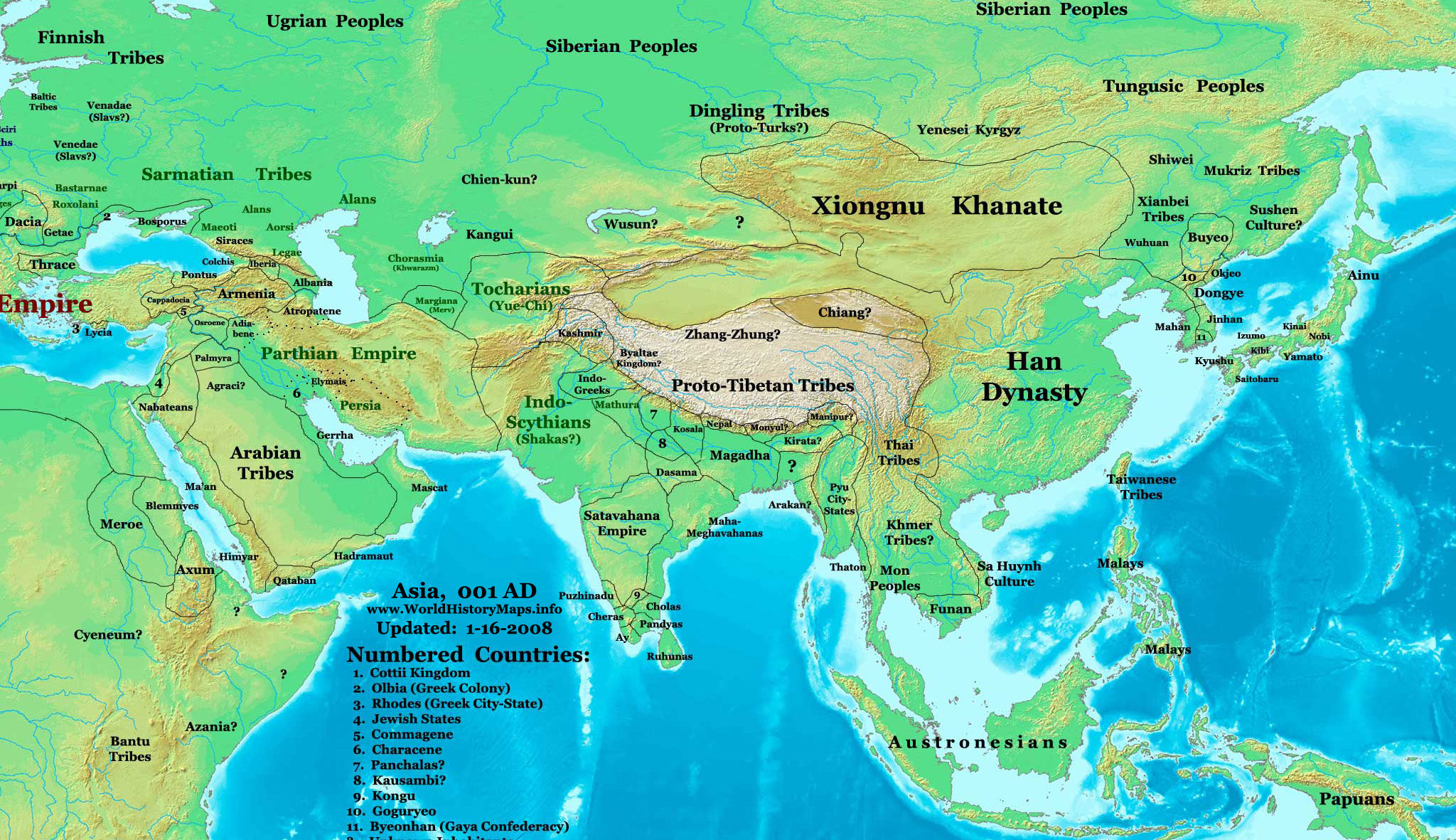
Les Xiongnu parmi d'autres peuples d'Asie vers l'an 1 de notre ère.

Une guerre totale éclate à l'automne -129, lorsque 40 000 cavaliers chinois lancent une attaque surprise contre les Xiongnu sur les marchés frontaliers. La première défaite grave des Xiongnu survient en 127 av. J.-C., lorsque le général Wei Qing reprend les Ordos. En -121, ils subissent un autre revers lorsque Huo Qubing, à la tête d'une troupe de cavalerie légère, part vers l'ouest de Longxi et, en six jours, se fraie un chemin à travers cinq royaumes Xiongnu. Hunye, un des deux rois Tuqi, est forcé de se rendre avec 40 000 hommes. En -119, Huo et Wei repartent tous deux au combat, chacun d'entre eux ayant sous ses ordres 50 000 cavaliers et 100 000 fantassins mobiles. Avançant sur des routes différentes, ils forcent le Chanyu et sa cour à fuir au nord du désert de Gobi. Cependant, des difficultés logistiques majeures limitent la durée et la poursuite à long terme de ces campagnes. Selon l'analyse de Yan You (嚴尤), les difficultés sont doubles. Tout d'abord, il y a le problème de l'approvisionnement en nourriture sur de longues distances. Deuxièmement, le climat dans les terres nordiques des Xiongnu est difficile pour les soldats Han, qui ne peuvent jamais transporter suffisamment d'approvisionnement. Selon les rapports officiels de l'époque, les Xiongnu ont perdu 80 000 à 90 000 hommes lors des combats, et sur les 140 000 chevaux que les troupes Han ont amenés dans le désert, moins de 30 000 sont retournés en Chine.
En 104 et 102 av. J.-C., les Han livrent et gagnent la guerre des chevaux célestes contre le royaume de Dayuan. Les Han récupèrent ainsi de nombreux chevaux de Ferghana qui les aident dans leur combat contre les Xiongnu. À la suite de ces batailles, les Chinois contrôlent la région stratégique allant de l'Ordos et du corridor du Hexi, jusqu'au Lop Nor. Ils réussissent à séparer les Xiongnu de leurs principaux alliés, les peuples Qiang du sud, et obtiennent également un accès direct aux régions occidentales, qu'ils contrôlent via un protectorat. À la suite de ces défaites, les Xiongnu sont trop affaiblis pour représenter une menace pour les Chinois de la dynastie Han. Pire, les peuples qu'ils avaient soumis du temps de leur puissance commencent à se rebeller. En -80, les Wusun, un puissant peuple nomade du Tian Shan qui avait été soumis lors de la victoire de Modu sur les Yuezhi, font sécession. Deux autres peuples vassaux, les Dingling et les Wuhuan, se rebellent en -62.

### Guerre civile Xiongnu (60–53 av. J.C)
À la mort d'un Chanyu, le pouvoir peut être transmis à son frère cadet si le fils du défunt n'est pas majeur. Ce système, qui peut être comparé à la tanistrie gaélique, permet normalement de s'assurer qu'il y a toujours un homme adulte sur le trône, mais peut causer des problèmes aux générations suivantes, lorsque plusieurs lignées peuvent prétendre au trône. Lorsque le 12e Chanyu meurt en -60, c'est Woyanqudi, un petit-fils du cousin du défunt, qui prend le pouvoir. Étant en quelque sorte un usurpateur, il essaye de consolider son pouvoir en mettant ses propres hommes aux différents postes clefs, ce qui ne fait qu'augmenter le nombre de ses ennemis. Pendant ce temps, le fils du 12e Chanyu s’enfuit à l'est et, en -58, se révolte contre Woyanqudi. Peu de gens soutenant ce dernier, il est poussé au suicide, laissant le fils rebelle, Hu Hanye, devenir le 14e Chanyu. La faction pro-Woyanqudi ne se laisse pas abattre pour autant et proclame Tuqi, le frère du défunt, Chanyu en 58 av. J.-C. En 57 av. J.-C., trois autres hommes se déclarent Chanyu. Deux d'entre eux abandonnent leurs revendications en faveur du troisième, qui est vaincu par Tuqi la même année-là. Ce "troisième Chanyu" se rend à Hu Hanye l'année suivante. En 56 av. J.-C., Tuqi est battu par Hu Hanye et se suicide. Hanye est alors le seul Chanyu, mais deux autres prétendants au trône apparaissent: Runzhen et Zhizhi, ce dernier étant le frère aîné de Hu Hanye. Runzhen est tué par Zhizhi en 54 av. J.-C., laissant ce dernier seul face à Hu Hanye dans la course au pouvoir. Zhizhi gagne en puissance et, en 53 av. J.-C., Hu Hanye décide de se replier vers le sud avec ses partisans et se soumet aux Chinois. Fort du soutien des Han, Hu Hanye réussit à affaiblir Zhizhi, qui se replie progressivement vers l'ouest. En 49 av. J.-C., un frère de Tuqi s'auto-proclame à son tour Chanyu, mais il est tué par Zhizhi. En 36 av. J.-C., Zhizhi est tué par une armée chinoise alors qu'il tente d'établir un nouveau royaume dans l'extrême ouest, près du Lac Balkhash.

### Relations tributaires avec les Han

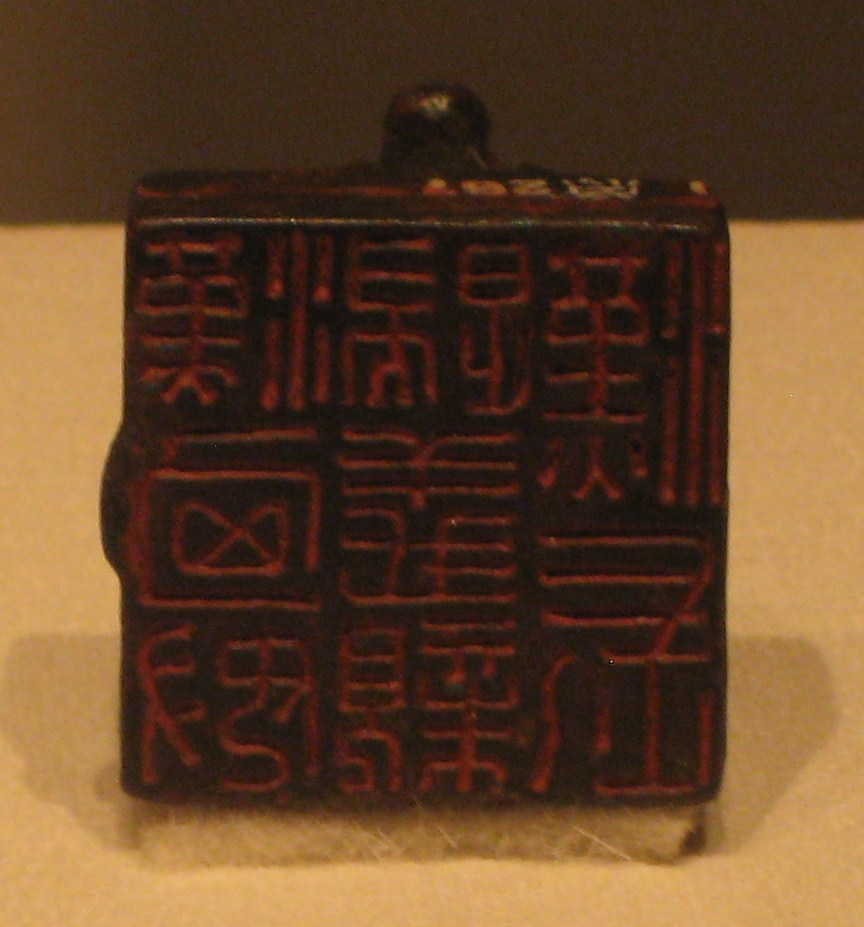
Sceau de bronze sur lequel est gravé "Au chef obéissant, amical et loyal (envers les) Han des Xiongnu de Han (漢匈奴歸義親漢長)"．Sceau en bronze conféré par le gouvernement des Han Orientaux à un chef Xiongnu.

En 53 av. J.-C., Hu Hanye (呼韓邪) décide donc de devenir un vassal de la Chine des Han. La Cour impériale chinoise pose plusieurs conditions pour accepter cette soumission. Premièrement, le Chanyu ou ses représentants doivent venir à la capitale des Han pour rendre hommage à l'empereur. Deuxièmement, le Chanyu doit envoyer un prince qui restera en Chine comme otage. Et troisièmement, le Chanyu doit verser un tribut à l'empereur Han. Le statut politique des Xiongnu dans l'ordre mondial chinois est réduit de celui d'un "État frère" à celui d'un "vassal extérieur" (外臣). Malgré tout, pendant cette période, les Xiongnu conservent leur souveraineté politique et leur pleine intégrité territoriale et la Grande Muraille de Chine continue à servir de frontière entre les Han et les Xiongnu.
Hu Hanye envoie donc son fils, Shuloujutang, le "roi Tuqi de la droite", à la cour de Han comme otage. En 51 av. J.-C., il se rend personnellement à Chang'an pour rendre hommage à l'empereur le jour du Nouvel An lunaire. La même année, un autre envoyé, Qijushan (稽居狦), est reçu au "Palais du doux Printemps", situé au nord-ouest de l'actuelle province du Shanxi. Sur le plan financier, Hu Hanye est amplement récompensé pour sa soumission par de grandes quantités d'or, d'argent, de vêtements, de soie, de chevaux et de céréales. Hu Hanye fait deux autres voyages d'hommage, en 49 et 33 av. J.-C. ; et à chaque fois, les dons impériaux sont augmentés. Lors du dernier voyage, Hu Hanye en profita pour demander à être autorisé à devenir gendre impérial. Signe du déclin du statut politique des Xiongnu, l'empereur Han Yuandi refuse, lui donnant à la place cinq dames de compagnie. L'une d'entre elles est Wang Zhaojun, célèbre dans le folklore chinois comme l'une des quatre beautés de la Chine antique.
Lorsque Zhizhi apprend la soumission de son frère, il envoie également un de ses fils à la cour des Han comme otage en 53 av. J.-C. Puis, à deux reprises, en 51 et 50 av. J.-C., il envoie des représentants officiels à la cour des Han avec un tribut à verser à l'empereur. Mais n'ayant pas fait le déplacement pour rendre hommage personnellement à l'empereur, il n'est pas considéré comme un vassal de la Chine. En 36 av. J.-C., un officier subalterne nommé Chen Tang, avec l'aide de Gan Yanshou, le protecteur général des régions de l'Ouest, rassemble un corps expéditionnaire qui le vainc et le tue lors de la bataille de Zhizhi et envoie sa tête comme trophée à Chang'an.
Les relations tributaires sont interrompues sous le règne de Huduershi (18 après J.-C.), ce qui correspond aux bouleversements politiques de la dynastie Xin en Chine. Profitant du chaos lié à l'usurpation du trône par Wang Mang et surtout la guerre civile qui fait suite à la chute de sa brève dynastie Xin, les Xiongnu reprennent le contrôle des territoires de l'ouest et de la route de la Soie, ainsi que des peuples voisins comme les Wuhuan. En 24 après J.-C., Hudershi parle même d'inverser le système des tributs et, donc, de refaire payer un tribut aux empereurs chinois.

### Xiongnu du Nord et Xiongnu du Sud
Face au renouveau politique et militaire des Xiongnu, l'empereur Guangwu, qui vient juste de refonder la dynastie Han, choisit d'appliquer une politique d'apaisement. Au plus fort de son pouvoir, Huduershi se compare même à son illustre ancêtre, Modu. Cependant, en raison du régionalisme croissant chez les Xiongnu, Huduershi n'arrive jamais à établir une autorité incontestée sur la totalité des tribus Xiongnu. En violation d'un principe de succession fraternelle établi par Hu Hanye, Huduershi désigne son fils Punu comme héritier du trône. Cependant, en tant que fils aîné du chanyu précédent, Bi (Pi) - le roi Rizhu de la droite - apparait comme étant bien plus légitime en tant qu'héritier potentiel du trône. Par conséquent, Bi refuse d'assister à la réunion annuelle de la cour du chanyu. Néanmoins, en 46 après J.-C., c'est bien Punu qui monte sur le trône.
En 48 après J.-C., une confédération de huit tribus Xiongnu, vivant dans la région servant de base de pouvoir à Bi, au sud, et représentant une force militaire de 40 000 à 50 000 hommes, se sépare du royaume de Punu et proclame Bi nouveau chanyu. C'est le début du royaume des Xiongnu du Sud.

#### Les Xiongnu du nord

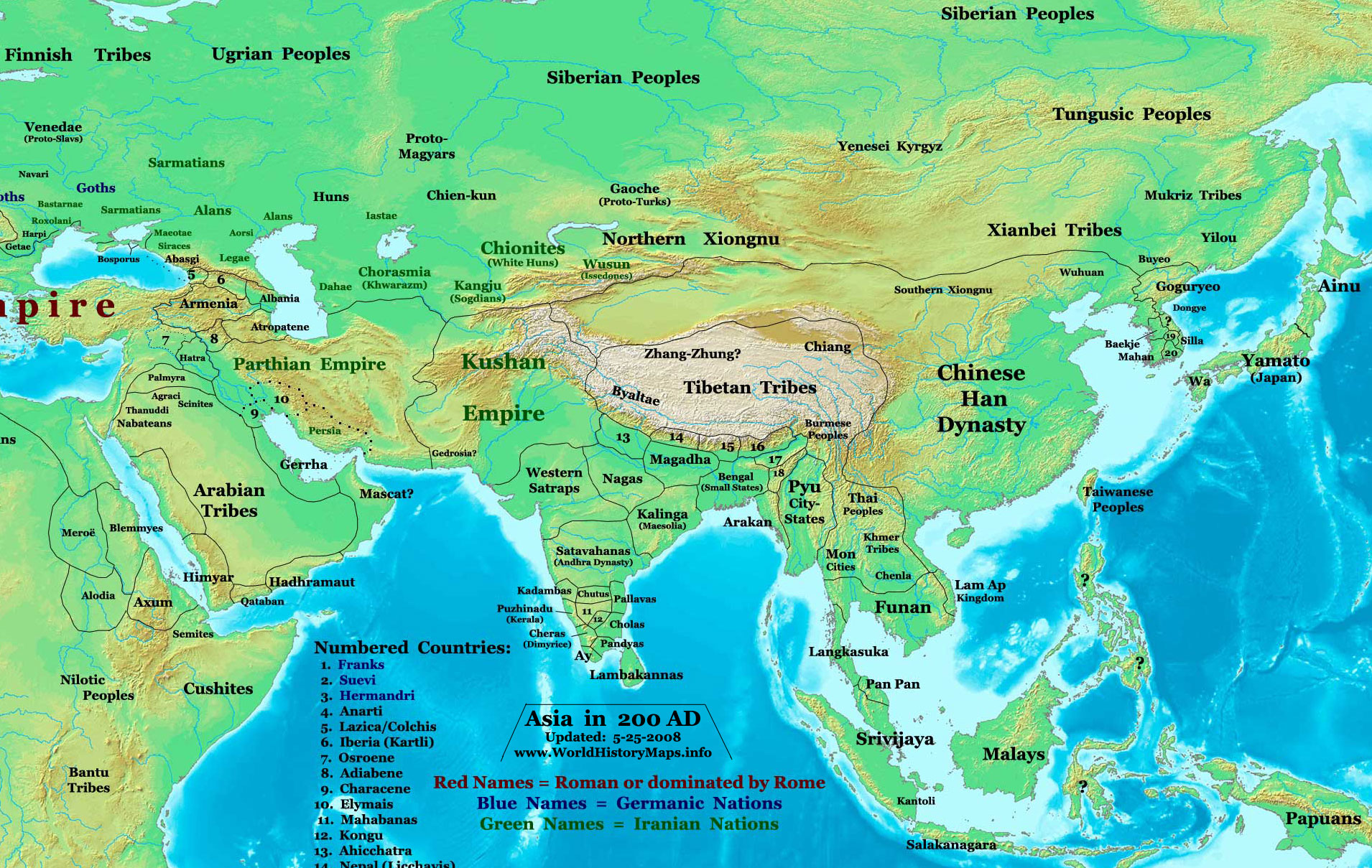
Xiongnu du Sud et du Nord en 200 après J.-C., avant l'effondrement de la dynastie Han.

Le royaume croupion dirigé par Punu, et situé sur les rives de l'Orkhon, soit dans la partie nord de l'actuelle Mongolie centrale, est connu sous le nom de "Xiongnu du nord". Punu, connu sous le titre de "Chanyu du Nord", commence à exercer une pression militaire sur les Xiongnu du Sud.
En 49 après J.-C., Tsi Yung, un gouverneur Han du Liaodong, allié aux Wuhuan et aux Xianbei, attaque les Xiongnu du nord.
En 73 après J.-C., Mingdi, le deuxième empereur des Han orientaux, envoie Ban Chao, le protecteur général (都護; Duhu) de la dynastie Han, reprendre le contrôle du Xiyu. Chao part vers l'ouest avec une armée de 70 000 soldats et se lance dans une ultime campagne militaire contre ce qui reste des Xiongnu. Reprenant les villes de la route de la soie les unes après les autres, il chasse les Xiongnu de la région et y rétablit le protectorat chinois. Après une ultime défaite lors de la bataille d'Ikh Bayan, en 89 après J.-C. Le Chanyu du nord s'enfuit vers le nord-ouest avec ses sujets. À la fin de cette campagne, Chao reçoit le titre de marquis de Dingyuan (定遠侯, c'est-à-dire "le marquis qui a stabilisé des lieux lointains") pour récompense de ses services. Il retourne à Luoyang, la capitale des Han de l'Est, à l'âge de 70 ans et y meurt en l'an 102. Le protectorat reste en place jusqu'à la chute de la dynastie Han.
Vers 155 après J.-C., les Xiongnu du nord sont définitivement « écrasés et subjugués » par les Xianbei.

#### Les Xiongnu du sud
Dès la fondation de leur royaume, les Xiongnu du Sud sont frappés par des catastrophes naturelles et des malheurs, qui se rajoutent à la menace posée par Punu. En conséquence, en 50 après J.-C., les Xiongnu du Sud décident de devenir les vassaux de la Chine des Han. Ces derniers acceptent la soumission de Bi, mais soumettent les Xiongnu du Sud à un système de tribut bien plus strict que celui mis en place par les Han Occidentaux, afin de les garder sous contrôle. Le chanyu reçoit l'ordre d'établir sa cour dans le district de Meiji de la Commanderie de Xihe et les Xiongnu du Sud sont réinstallés dans huit commanderies frontalières. En même temps, un grand nombre de colons chinois sont également réinstallés dans ces commanderies, dans des colonies mixtes Han-Xiongnu. Sur le plan économique, les Xiongnu du Sud deviennent dépendants du commerce avec les Han.
Très vite, des tensions naissent entre les colons chinois et les adeptes du mode de vie nomade. Ainsi, en 94, le Chanyu Anguo s'associe aux Xiongnu du nord, nouvellement assujettis, et lance une rébellion à grande échelle contre les Han, qui finit par être écrasée
À la fin du IIe siècle, les Xiongnu du sud sont impliqués dans les rébellions qui éclatent dans toute la Chine des Han. En 188, le chanyu est assassiné par certains de ses propres sujets, pour avoir accepté d'envoyer des troupes aider les Han à réprimer une rébellion dans le Hebei. En effet, beaucoup de Xiongnu craignent que cela ne crée un précédent et qu'ils soient assujettis à une sorte de service militaire sans fin au profit de la cour des Han. Yufuluo, le fils du chanyu assassiné, lui succède sous le nom de Chanyu Chizhisizhu (持至尸逐侯), mais il est renversé par la même faction de rebelles en 189. Il se rend à Luoyang, la capitale des Han, pour demander l'aide de la cour impériale ; mais à cette époque, la ville est en proie au désordre en raison de l'affrontement entre le Grand Général He Jin et les eunuques, et de l'intervention du seigneur de guerre Dong Zhuo. Le chanyu n'a pas d'autre choix que de s'installer avec ses partisans à Pingyang, une ville du Shanxi. En 195, il meurt et son frère lui succède, devenant le Chanyu Huchuquan.
En 215-216 après J.-C., l'homme d'État et seigneur de guerre Cao Cao emprisonne Huchuquan dans la ville de Ye et divise ses partisans dans le Shanxi en cinq divisions : gauche, droite, sud, nord et centre. Cette mesure vise à empêcher les Xiongnu exilés dans le Shanxi de se rebeller, et permet également à Cao Cao de les utiliser comme auxiliaires dans sa cavalerie.
Plus tard, les membres de l'aristocratie Xiongnu du Shanxi changent leur nom de famille de Luanti à Liu pour des raisons de prestige, affirmant qu'ils sont liés au clan impérial Han à cause de l'ancienne politique de mariages mixtes. Après la mort d'Huchuquan, les Xiongnu du sud sont divisés en cinq Etats, dont chaque chef est sous la "surveillance d'un résident chinois", tandis que les shanyu sont en "semi-captivité à la cour impériale".

### Royaumes Xiongnu tardifs dans le nord de la Chine
Si les Xiongnu du Nord ont fini par disparaître, ceux du Sud ont conservé leur affiliation tribale et leur organisation politique, même après avoir été installés de force dans le nord de la Chine par les Han Orientaux. Après la chute de la dynastie Han, ils jouent même un rôle actif dans la politique chinoise. Pendant la période des Seize Royaumes (304-439), des membres de l'aristocratie "Liu" des Xiongnu du Sud fondent ou dirigent plusieurs royaumes, dont le Zhao antérieur de Liu Yuan (également connu sous le nom de Han Zhao), le royaume Xia (en) de Helian Bobo et le Liang septentrional de Juqu Mengxun.

#### Zhao antérieur (304–329)

##### Fondation du Han Zhao/Zhao antérieur
En 304, Liu Yuan devient le Chanyu des Cinq Hordes. En 308, il se déclare empereur et fonde la dynastie Han Zhao. En 311, son fils et successeur Liu Cong s'empare de Luoyang, la capitale de la dynastie Jin, et de l'empereur Jin Huaidi. En 316, il s'empare de Chang'an, la nouvelle capitale des Jin, et de l'empereur Jin Mindi, le neveu et successeur de Huaidi. Les deux empereurs sont humiliés en étant réduit au rang d'échansons de Liu Cong, à Linfen, la capitale du Zhao, avant d'être exécutés respectivement en 313 et 318.
Le nord de la Chine passe sous la domination des Xiongnu, tandis que ce qu'il reste de la dynastie Jin s'est replié dans le sud, à Jiankang.

##### Règne de Liu Yao (318–329)
En 318, le prince Liu Yao réprime un coup d'État organisé par un puissant ministre de la cour Xiongnu-Han, et au cours duquel l'empereur et une grande partie de l'aristocratie sont massacrés. Yao devient le nouvel empereur et déplace la capitale du royaume de Pingyang à Chang'an et renomme la dynastie "Zhao". En fait, Liu Yuan avait baptisé sa dynastie "Han Zhao" pour créer un lien avec la dynastie Han dont il dit être le descendant par l'intermédiaire d'une princesse, et ainsi légitimer son pouvoir. A contrario, Liu Yao estime qu'il est temps de mettre fin au lien avec les Han et de rétablir explicitement celui existant avec le grand Chanyu Modu, et décide donc de changer le nom de l'État. Toutefois, il ne s'agit pas d'une rupture totale avec la politique de Liu Yuan, puisqu'il continue à honorer Liu Yuan et Liu Cong à titre posthume ; c'est pourquoi les historiens rattachent son règne au Han Zhao au lieu de considérer qu'il s'agit d'une nouvelle dynastie.
Cependant, pendant que Yao prend le pouvoir, la partie orientale du nord de la Chine passe sous le contrôle d'un général rebelle d'ascendance Jie (en), nommé Shi Le (en). Liu Yao et Shi Le mènent une longue guerre qui dure jusqu'en 329, date à laquelle Liu Yao est capturé au combat et exécuté. Chang'an tombe aux mains de Shi Le peu après, et la dynastie Zhao des Xiongnu est anéantie. La Chine du Nord passe sous le contrôle de la dynastie Zhao postérieur de Shi Le pour les 20 années qui suivent.

#### Xia (260–431)
Les membres de la tribu Xiongnu des Tiefu (chinois simplifié : 铁弗 ; chinois traditionnel : 鐵弗 ; pinyin : Tiěfú) prennent le contrôle de la région de Mongolie-Intérieure durant les 10 années qui s’écoulent entre la conquête du royaume de Dai, fondé par les Xianbei du clan Tuoba, par le Qin antérieur en 376, et sa restauration en 386 sous le nom de Wei du Nord. Après 386, les Tiefu sont progressivement détruits par les Tuoba ou se rendent, ceux ayant accepté de se soumettre étant connus sous le nom de Dugu. Liu Bobo, un prince Tiefu ayant survécu, s’enfuit dans la boucle de l'Ordos, où il fonde un État appelé Xia (en) et change son nom de famille en Helian (赫連). Il établit sa capitale à Tongwancheng, dont le nom signifie "Unir toutes les nations". Le nom de son Etat est une référence directe à l'antique dynastie chinoise des Xia, dont Bobo prétend être un lointain descendant. Comme Liu Yao avant lui, Bobo prétend également descendre du Chanyu Modu.
L'État Helian-Xia est conquis par les Wei du Nord en 428-31, et les Xiongnu Tiefu cessent de jouer un rôle majeur dans l'histoire chinoise, finissant par être assimilés aux ethnies Xianbei et Han.
Les ruines de Tongwancheng sont découvertes en 1996 et le Conseil d'État les classe comme étant une relique culturelle sous la protection de l'État. Les autorités ont commencé par restaurer la plate-forme Yong'an, soit l'endroit où Helian Bobo passait en revue ses troupes lors d'un défilé. Une fois cette restauration achevée, celle d'une tourelle de 31 mètres de haut a commencé,.

#### Liang septentrional (401–460)
Tout comme le clan de Liu Yuan et les Tiefu, les Juqu sont une branche de l'aristocratie "Liu" des Xiongnu du Sud. Leur chef, Juqu Mengxun, prend le contrôle du Liang septentrional en 401 en renversant Duan Ye, un dirigeant fantoche d'origine chinoise que les Juqu avaient eux-mêmes mis au pouvoir. En 439, les Wei du Nord envahissent et détruisent le Liang septentrional. Les Juqu ayant survécu à la destruction de leur royaume sont alors installés dans la ville de Gaochang, où ils fondent le royaume croupion du Liang septentrional de Gaochang (chinois : 高昌北涼 ; pinyin : Gāochāng Bĕi Liáng; 442-460). Le nouvel État est dirigé par Juqu Wuhui et Juqu Anzhou, qui conservent le pouvoir jusqu'en 460, date à laquelle Gaochang est conquise par les Ruanruan. Les derniers survivants du clan Juqu sont alors tous massacrés, marquant ainsi la chute de l'ultime Etat Xiongnu de l'histoire.

## La société xiongnu

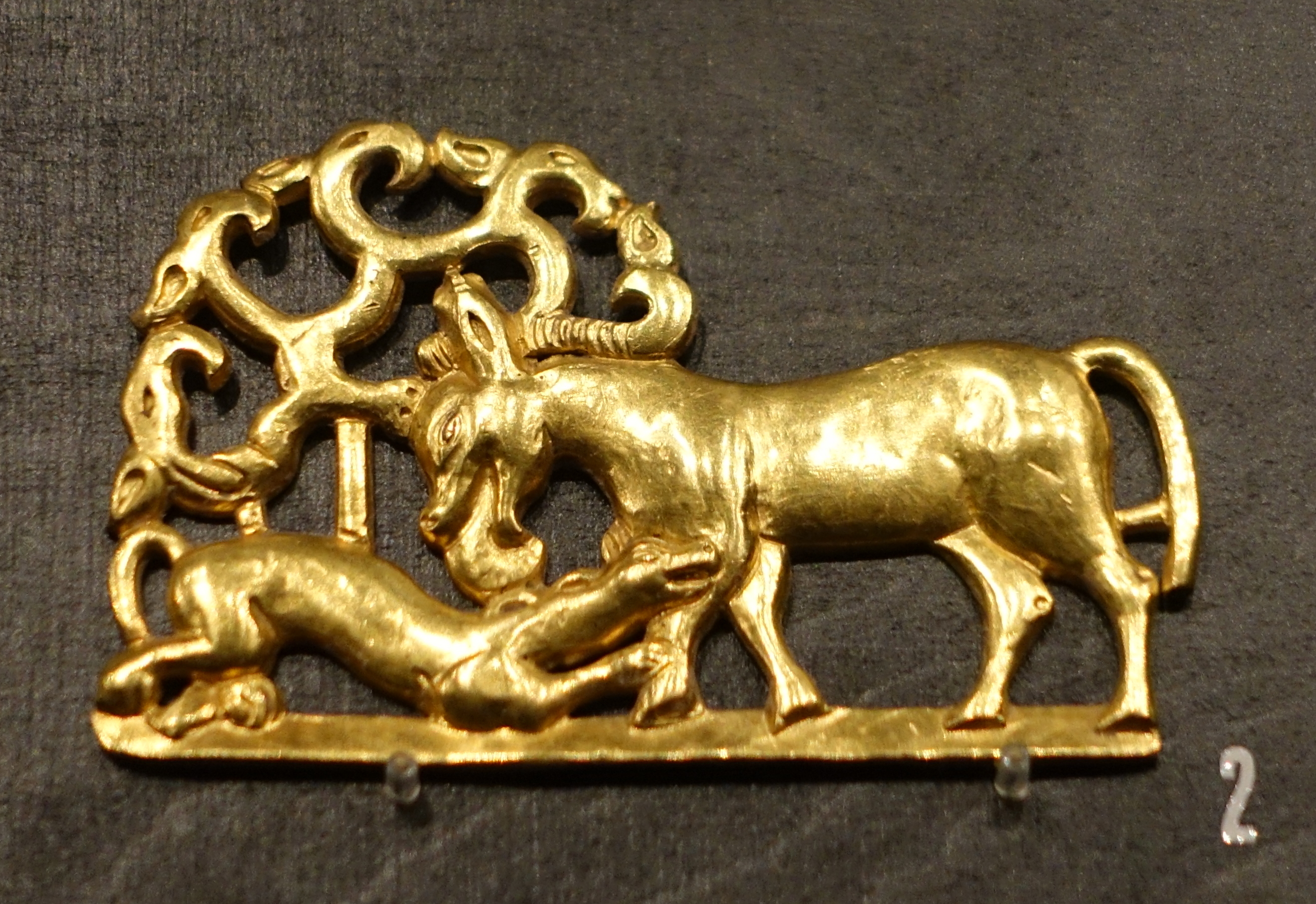
objet d’orfèvrerie xiongnu (-200 ~ -100)

Les Xiongnu étaient des pasteurs semi-nomades, éleveurs de chevaux et de bœufs.
Ils construisaient des maisons en fosse munis de chauffage hypocauste, peut-être inspiré de ce que l'on trouve dans la Chine des Hans - mais on peut aussi remarquer que la Corée durant la période de la céramique Mumun (au cours de la période classique, 850-550 AEC) connaissait déjà l'ondol, ce chauffage hypocauste.
Ils utilisaient probablement déjà la yourte, habitation toujours en usage chez les nomades de l'Asie centrale. Ils pratiquaient des chasses collectives et utilisaient des faucons. La terre était cultivée par les prisonniers de guerre : des Chinois ou des hommes originaires des oasis de l'Asie centrale. Ces captifs effectuaient également des travaux artisanaux.
D'après les sources chinoises, les Xiongnu étaient divisés en vingt-quatre états, eux-mêmes subdivisés en clans et familles patrilinéaires. Les principaux clans sont : Huyan, Xubu et Luandi. La société était divisée en classes, comprenant des aristocrates, divisés en une noblesse de sang apparentée au Chanyu et une noblesse de talent, et des hommes du peuple. Autour du Chanyu, au pouvoir héréditaire mais non absolu, gravitaient des princes répartis en différents grades. Le souverain ne pouvait prendre son épouse que dans un nombre limité de clans. Les Xiongnu pratiquaient la polygamie et le lévirat.
Plusieurs peuples étrangers avaient été intégrés dans l'empire des Xiongnu. C'est peut-être le cas des Huns, s'ils n'étaient pas identiques aux Xiongnu, et cela pourrait expliquer qu'ils aient porté le nom de leurs anciens maîtres. Il en était probablement de même des Hephthalites, considérés comme des « Huns blancs » alors qu'ils n'étaient certainement pas apparentés aux Xiongnu ou aux Huns.
Les Xiongnu avaient de véritables institutions judiciaires. Les criminels étaient jugés lors de procès qui ne duraient jamais plus de dix jours. Les punitions appliquées étaient l'exécution, la confiscation des biens ou la mutilation. La violation de la discipline militaire était punie de mort. Les soldats étaient répartis en unités de dix hommes. Dix de ces unités formaient une centaine, dix centaines formaient un millier et dix milliers constituaient ce que les Mongols appellent un tümän. C'était une organisation militaire très courante en Asie centrale. Les femmes montaient à cheval et participaient à des actions de défense ainsi qu'à l'entraînement des enfants.
Les fouilles archéologiques du complexe archéologique d'Ivolga (en) mettent toutefois en lumière des fortifications et un champ inédit de recherche dans lequel la société Xiongnu n'est plus exclusivement perçue sous le prisme de nomades errants pastoralistes. Plusieurs autres places-fortes similaires semblent démontrer qu'une portion de la population est semi-nomade.

## Longévité
La confédération Xiongnu a eu une durée de vie inhabituellement longue pour un empire des steppes. L'objectif des raids qu'ils lancent sur la Chine n'est pas seulement d'obtenir des marchandises, mais aussi de forcer les Chinois à payer un tribut régulier. Le pouvoir du dirigeant Xiongnu repose sur son contrôle des tributs chinois, qu'il utilise pour récompenser ses partisans. Les empires Han et Xiongnu se développent en même temps, car l'État Xiongnu dépend du tribut chinois. L'une des principales faiblesses des Xiongnu est la coutume de la succession latérale. Si le fils d'un souverain décédé n'est pas assez âgé pour prendre le commandement, le pouvoir passe au frère du souverain décédé. Cela fonctionne à la première génération, mais peut conduire à une guerre civile à la deuxième génération. Ce cas de figure se produit une première fois en 60 avant J.-C., et le parti le plus faible adopte alors ce que Barfield appelle la "stratégie de la frontière intérieure". Concrétement, ils se déplacent vers le sud et se soumettent à la Chine, puis utilisent les ressources chinoises pour vaincre les Xiongnu du nord et rétablir l'empire. La deuxième fois que cela se produit, vers 47 après J.-C., cette stratégie échoue, le dirigeant du sud ne parvenant pas à vaincre le dirigeant du nord et les Xiongnu restent définitivement divisés.

## Identité des Xiongnu
| Prononciation de 匈 Source: http://starling.rinet.ru | Prononciation de 匈 Source: http://starling.rinet.ru |
| ---------------------------------------------------- | ---------------------------------------------------- |
| Chinois archaïque Préclassique:                      | sŋoŋ                                                 |
| Chinois archaïque Classique:                         | ŋ̊oŋ                                                  |
| Chinois archaïque Postclassique:                     | hoŋ                                                  |
| Chinois médiéval:                                    | xöuŋ                                                 |
| mandarin:                                            | x'iong                                               |

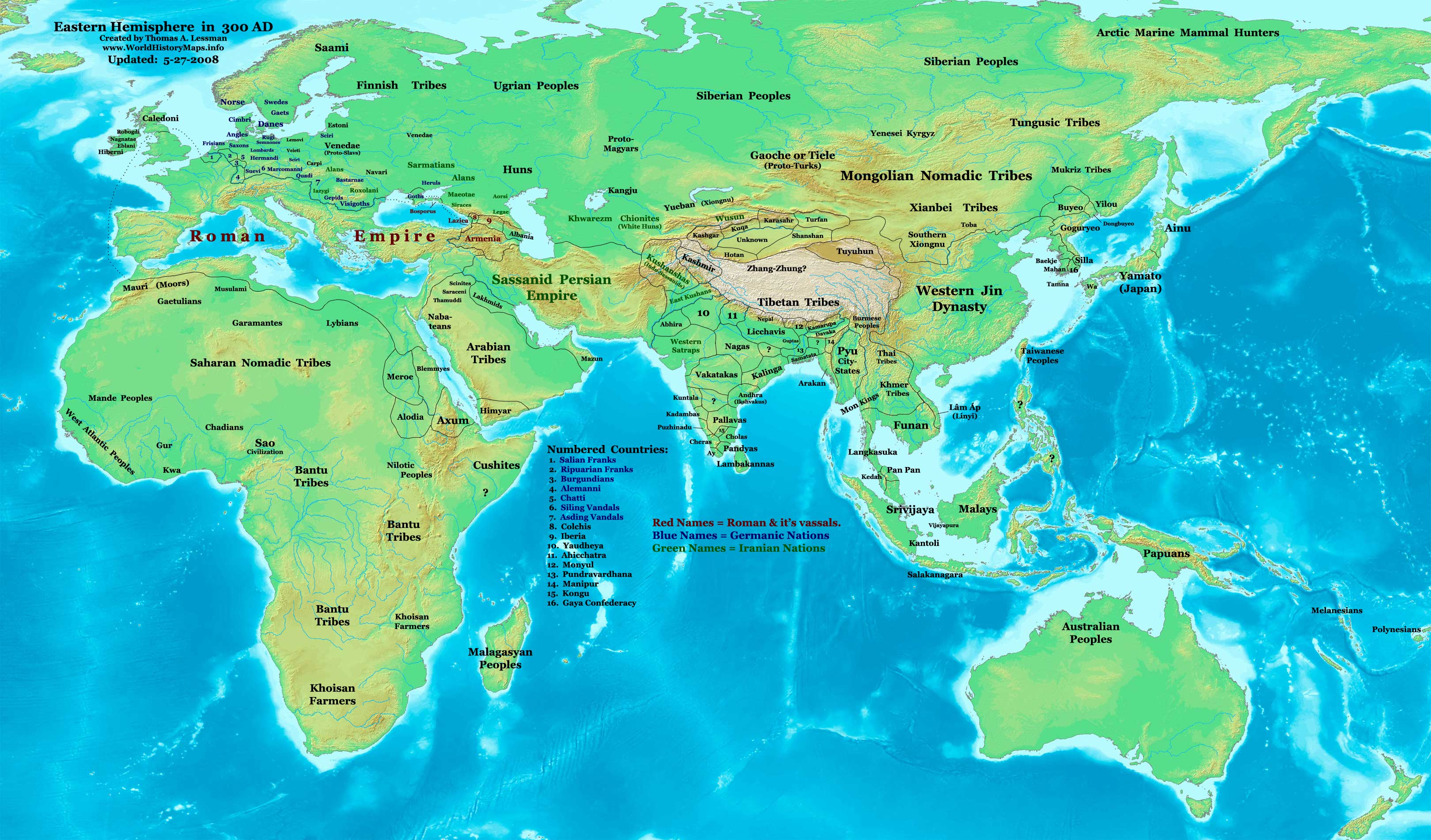
Localisation des Xiongnu et des autres peuples des steppes en l'an 300 AD.

Le mot chinois utilisé pour désigner les Xiongnu est un terme péjoratif en soi, car les caractères (匈奴) signifient littéralement « esclave féroce ». (Les caractères chinois sont prononcés Xiōngnú en mandarin moderne).
Il existe plusieurs théories sur l'identité ethnolinguistique des Xiongnu.

### Iraniens
Selon le spécialiste des langues indo-iraniennes Harold Walter Bailey (1899-1996), les Xiongnu auraient des origines iraniennes, car il identifie tous les premiers noms Xiongnu connus, qui datent du IIe siècle av. J.-C., comme étant liés aux différentes langues parlées à l'époque dans la région qui correspond actuellement à l'iran. Cette théorie est soutenue par le turcologue Henryk Jankowski. Christopher I. Beckwith, un sinologue spécialiste de l'Asie centrale, note que le nom Xiongnu peut être un dérivé de Scythe, Saka et Sogdien, correspondant à un nom pour les Iraniens du Nord,. Selon Beckwith, les Xiongnu auraient pu avoir une composante iranienne de premier plan au début, mais il est plus probable qu'ils aient été auparavant les sujets d'un peuple iranien et que par la suite, ils aient reproduit le modèle nomade iranien de leurs anciens maîtres.
Dans l'Histoire des civilisations de l'Asie centrale publiée par l'UNESCO en 1994, János Harmatta, le rédacteur en chef de l'ouvrage, affirme que :

« Les tribus royales et les rois [des Xiongnu] portaient des noms iraniens, tous les mots Xiongnu notés par les Chinois peuvent être expliqués à partir d'une langue scythe, et qu'il est donc clair que la majorité des tribus [Xiongnu] parlaient une langue iranienne orientale. »

Les études de paléogénétique montrent que les populations Xiongnu étaient très proches des populations du bronze moyen de Sibérie méridionale ou de l'âge du fer de la région de Krasnoïarsk et de la république de Touva confirmant la présence d'ascendance de la culture d'Andronovo (la plupart des chercheurs associent l'horizon d'Andronovo aux locuteurs des premières langues indo-iraniennes) ou scytho-sibérienne chez les Xiongnu.

### Huns

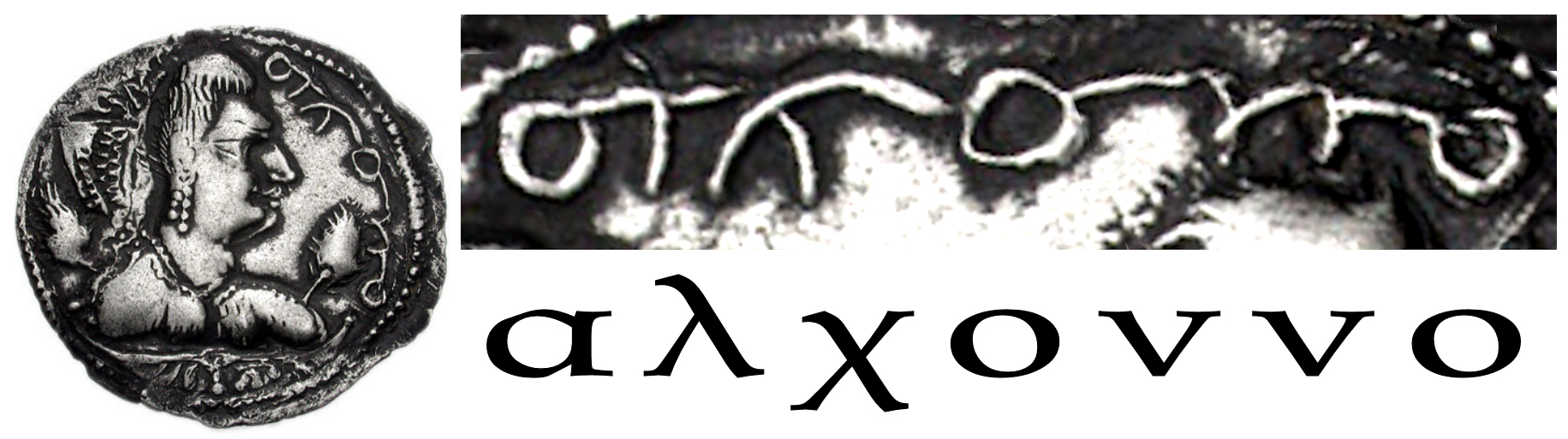
Alkhonno en écriture bactriane sur une monnaie du royaume alkhon.

Le son du premier caractère chinois (匈) du mot « Xiongnu » a été reconstruit sous la forme qʰoŋ en chinois archaïque. Ce son présente une possible similarité avec le nom « Hun » dans les langues européennes. En revanche, le deuxième caractère (奴) semble n'avoir aucun parallèle/équivalent dans la terminologie occidentale. Les Huns dits « Alkhon » (bactrien : αλχοννο, alkhonno), présents dans le nord de l'Inde, utilisaient cependant l'appellation χον (khon) sur leur monnaie, ce qui est généralement interprété comme signifiant « hun ». Les Alkhon, après avoir le pris le contrôle de l'Hindou Kouch, ont commencé leurs échanges diplomatiques avec la Chine en 457 (probablement sous la dynastie Wei du Nord).
Il est difficile de dire si cette similitude est une preuve de parenté ou une simple coïncidence. Elle peut accréditer la théorie selon laquelle les Huns seraient en fait des descendants des Xiongnu du nord qui auraient migré vers l'ouest, ou que les Huns utiliseraient un nom emprunté aux Xiongnu du nord, ou encore que ces derniers feraient partie de la confédération des Huns.
L'hypothèse Xiongnu-Hun trouve son origine dans une théorie avancé par l'historien français du XVIIIe siècle Joseph de Guignes, qui a remarqué que les anciens érudits chinois avaient désigné les membres des tribus associées aux Xiongnu par des noms similaires à « Hun », bien qu'avec des caractères chinois variables. Étienne de la Vaissière a montré que, dans l'écriture sogdienne utilisée dans les « anciennes lettres », les Xiongnu et les Huns étaient désignés par le mot γwn (xwn), ce qui indique que les deux termes sont synonymes.
Bien que la théorie selon laquelle les Xiongnu sont des ancêtres des Huns arrivés plus tard en Europe soit maintenant acceptée par de nombreux chercheurs, elle ne fait pas encore l'objet d'un consensus. En effet, l'identification des Xiongnu aux Huns peut être soit incorrecte, soit trop simplifiée ; comme cela semble être le cas avec le peuple proto-mongol des Ruanruan, qui ont été reliés un peu vite aux Avars du Caucase. Ainsi, il est possible que les Huns aient pris leur nom aux Xiongnu sans avoir de lien de parenté avec eux. Le sinologue Otto John Maenchen-Helfen, notamment avait dans les années 1940 sévèrement critiqué la thèse de l'identité Huns-Xiongnu. Les derniers résultats de la recherche laissent cependant penser que ce lien était non seulement nominal, et donc politique, mais aussi culturel.
Dans leur étude, Neparáczki et al. (2019) ont montré que les sous-clades d'Eurasie orientale R1a étaient un élément commun de l'élite conquérante hun, avar et hongroise et appartenaient très probablement à la branche observée dans certains squelettes de Xiongnu. De plus, les haplogroupes Q1a et N1a étaient également des composants majeurs de ces groupes nomades, renforçant l'idée que les Huns (et donc les Avars et les envahisseurs hongrois) pourraient dériver des Xiongnu,,.

### Mongols
Des chercheurs et autres érudits mongols ont émis l’hypothèse que les Xiongnu parlaient une langue liée aux langues mongoliques,. Les archéologues mongols pensent que le peuple de la culture des tombes a dalles (en) est l'ancêtre des Xiongnu, et certains chercheurs suggèrent même que les Xiongnu pourraient être les ancêtres des Mongols. Selon le Livre des Song, (section Joujan), le nom alternatif des Joujan (le Khaganat Ruanruan) était « Tatar » ou « Tartar » et ils seraient une tribu Xiongnu. Le sinologue russe Nikita Bitchourine considère que les Xiongnu et les Xianbei sont deux sous-groupes (ou dynasties) de la même ethnie.
Gengis Khan fait référence à l'époque de Modu Chanyu comme « les temps reculés de nos Chanyu » dans sa lettre au taoïste Qiu Chuji. Le symbole du soleil et de la lune des Xiongnu, découvert par les archéologues, est similaire au symbole Soyombo des Mongols,,.

### Turcs
Différentes visions de l'appartenance aux différents peuples turco-mongols s'opposent. Les partisans de la théorie de la langue turque incluent E.H. Parker, Jean-Pierre Abel-Rémusat, Julius Klaproth, Kurakichi Shiratori, Gustaf John Ramstedt, Annemarie von Gabain, et Omeljan Pritsak. Quelques sources et chercheurs, dont le sinologue français Paul Pelliot (1878 — 1945), disent que les classes dominantes étaient des proto-turques, tandis que d'autres suggèrent des proto-Hunniques. Craig Benjamin voit quant à lui les Xiongnu à la fois comme des Proto-Turcs ou des Proto-Mongols, qui parlent probablement une langue liée au turc Dingling.
Seuls quelques mots du vocabulaire des Xiongnu ont été conservés. Leur nom devait représenter la syllabe *kun. Le turcologue Louis Bazin l'a rapprochée du suffixe turc -gun, qui concerne les groupements humains. On peut aussi le rapprocher du mot mongol hün « homme », bien que les voyelles ne correspondent pas exactement. De nombreux peuples se sont appelés « les Hommes ». Il en serait de même des Xiongnu et ceci fournit un argument pour les considérer comme des Turco-Mongols. On sait aussi qu'ils pratiquaient le tengrisme, que leur désignation du ciel était apparentée au turc tängri et au mongol tengeree. Concernant les sources chinoises antiques, L'Histoire des dynasties du Nord (en) et le Livre de Zhou, tous deux rédigés au VIIe siècle, rapportent une inscription en langue sogdienne indiquant que les Turcs sont un sous-groupe des Huns,.
Les recherches génétiques récentes (2018) portant sur la migration est-asiatique à partir du Xiongnu vont dans le sens de l'hypothèse selon laquelle le turc primitif était la langue principale des groupes Xiongnu. Une étude parue en 2020 montre l'hétérogénéité génétique de ces populations qui tirent leur ascendance d'une part des cultures des Pierres à Cerf et d'Aldy-Bel (en) à l'ouest et, de l'autre, de la culture des tombes a dalles (en) à l'est.

### Ienisseïens
Le linguiste hongrois Louis Ligeti a été le premier à suggérer que les Xiongnu ont pu être des Paléo-Sibériens ou des ienisseïens. Dans le dernier cas, ils pourraient être apparentés aux Khantys (Ostiaks), qui vivent en Sibérie occidentale et parlent une des langues finno-ougriennes. Au début des années 1960, Edwin G. Pulleyblank est le premier à développer cette idée en s'appuyant sur des preuves crédibles. En 2000, Alexander Vovin a réanalysé les arguments de Pulleyblank et a trouvé une preuve supplémentaire à l’appui de ses thèses, en utilisant la plus récente reconstruction de la phonologie du chinois archaïque par Starostine et Baxter et une unique transcription en chinois d'une phrase de la langue du peuple Jie, une tribu membre de la Confédération Xiongnu. Finalement, il ressort que les interprétations en langues turques de cette phrase, qui avaient été réalisées auparavant, ne correspondent pas à la traduction chinoise aussi précisément que celle utilisant la grammaire ienisseïenne. Pulleybank et D. N. Keightley affirment que les titres Xiongnu « étaient à l'origine des mots sibériens mais ont été plus tard empruntés par les peuples turcs et mongols ». La langue xiongnu a donné aux derniers empires turcs et mongols un certain nombre de mots culturels importants, dont le turc tängri, le mongol tenggeri, qui étaient à l'origine chengli (tháːŋ-wrə́j), le mot xiongnu pour "ciel". Des titres tels que tarqan, tegin et kaghan ont également été hérités de la langue xiongnu et sont probablement d'origine ienisseïenne.
Selon Vovin (2007), les Xiongnu parlaient probablement une langue ienisseïenne, probablement d'une branche méridionale du ienisseïen.

### Multi-ethniques
Depuis le début du XIXe siècle, un certain nombre de chercheurs occidentaux ont cherché à établir un lien entre diverses familles ou sous-familles linguistiques et la, ou les, langue(s) des Xiongnu. L'orientaliste Albert Étienne Jean-Baptiste Terrien de Lacouperie adopte une approche différente, considérant que les Xiongnu non pas comme un ensemble ethnique cohérent, mais comme un groupe avec de multiples composantes ethniques. De nombreux chercheurs pensent que la confédération xiongnu était un mélange de différents groupes ethno-linguistiques, et que leur langue principale, celle représentée dans les sources chinoises, et ses liens avec les autres familles linguistiques n'ont pas encore été déterminées de manière satisfaisante. Le professeur Hyun Jin Kim de l'université de Melbourne rejette les « vieilles théories raciales ou même les affiliations ethniques » en faveur de la « réalité historique de ces vastes empires steppiques multiethniques et polyglottes ».
Des sources chinoises relient uniquement le peuple Tiele et les Ashina aux Xiongnu, et non tous les peuples turciques. Selon le livre de Zhou et l'histoire des dynasties du Nord, le clan des Ashina était une composante de la confédération des Xiongnu,, mais ce lien est contesté, et selon le livre des Sui et le Tongdian, il s'agissait de « nomades mixtes » (chinois simplifié : 杂胡 ; chinois traditionnel : 雜 胡 ; pinyin : zá hú) de Pingliang,. Les Ashina et les Tiele sont peut-être des groupes ethniques distincts qui se sont mélangés avec les Xiongnu. En effet, dans les sources chinoises, les nombreux peuples nomades vivant aux frontiéres de la Chine, dont les Xiongnu, sont connus sous le terme générique Hu. Ce terme regroupe donc des peuples ayant des origines géographiques et un mode de vie nomade similaires, mais n'étant pas forcément de la même ethnie.
Certains Ouïghours prétendent descendre des Xiongnu. Mais, même s'il est possible qu'il y ait eu des liens entre les Xiongnu et les Ouïghours de la Chine médiévale, le Weishu, un livre d'histoire chinois, rapportant que le fondateur du Khaganat ouïgour était le descendant d'un dirigeant Xiongnu, cela ne suffit pas à établir une telle filiation. En effet, de nombreux érudits contemporains considèrent que les Ouïghours modernes ne sont pas des descendants directs de ceux de l'ancien Khaganat ouïghour car la langue ouïghoure moderne et les anciennes langues ouïghoures sont différentes. Ils les considèrent plutôt comme les descendants d'un certain nombre de populations, dont les anciens Ouïghours,,.

### Langue isolée
Le turcologue Gerhard Doerfer nie toute possibilité de relation entre la langue Xiongnu et toute autre langue connue. Il rejette également avec force tout lien avec les langues turques ou mongoles. Enfin, le sinologue américain Edwin G. Pulleyblank (1922 — 2013) a défendu une thèse selon laquelle les Xiongnu étaient les ancêtres des Kètes, un peuple sibérien parlant une langue isolée.

## Origines géographiques

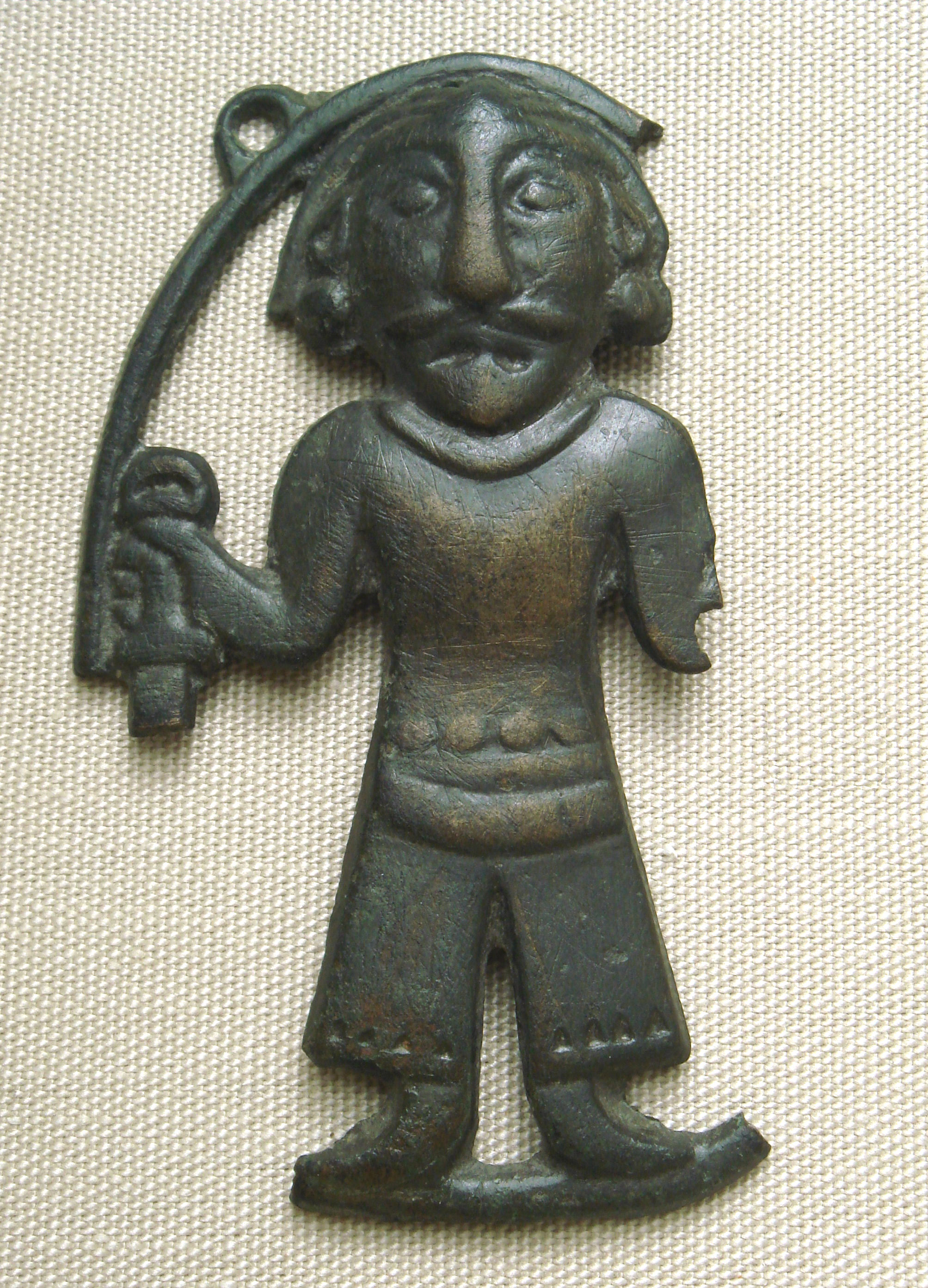
Figure anthropomorphe en bronze, Culture de l'Ordos,, British Museum. Otto John Maenchen-Helfen note que la statuette présente des traits caucasoïdes.

L'emplacement géographique exact de la région dont sont originaires les Xiongnu fait l'objet de nombreuses théories chez les archéologues des steppes, sans qu'aucune théorie n'arrive à s'imposer. Depuis les années 1960,les chercheurs tentent de retracer l'origine géographique des Xiongnu en analysant les sites funéraires du début de l'âge du fer. Jusqu'à présent, on n'a trouvé dans aucune des régions fouillées des pratiques mortuaires correspondant clairement à celles des Xiongnu.

### Fouilles archéologiques
L'anthropologue russe Yu. D. Tal’ko Gryntsevitch sera le premier, entre 1896 et 1902, à mener des fouilles sur les tombes des Xiongnu. En 1924 et 1925, l’expédition mongolo-tibétaine du capitaine soviétique Piotr Kouzmitch Kozlov met au jour d'importants vestiges, en Mongolie septentrionale, en fouillant douze kourganes de la nécropole de Noin Ula (en). Les soieries et laques han, parmi lesquelles une coupe datée de la kourgane no 6 font penser qu'il s'agit d'une tombe princière. Cela pourrait être celle du chanyu Wuzhuliuoruodi mort en l'an 13.
Les deux sites de Egiin Gol, dans le Nord de la Mongolie, puis la nécropole aristocratique Xiongnu découverte à Gol Mod, dans le Nord de l'aïmag d'Arkhangai, près de la rivière Khunnu ont permis dans les années 1990 et 2000 d'avancer dans la compréhension de ces peuples. Sur ces sites, le sol est sableux et herbeux, on peut y trouver bouleaux et mélèzes, daims, cerfs, chevreuils, élans, loups,.
D'autres sites archéologiques ont été mis au jour en Mongolie intérieure. Parmi ceux-ci, la Culture de l'Ordos de la Mongolie intérieure, qui a été identifiée comme une culture affiliées aux Xiongnu, du moins pour sa phase tardive. Le sinologue Otto John Maenchen-Helfen a déclaré que les représentations des Xiongnu de Transbaïkalie et des Ordos montrent des individus avec des caractéristiques « europoïdes ». L'historien français Iaroslav Lebedynsky a quant à lui déclaré que les représentations europoïdes dans la région de l'Ordos devraient être attribuées à une « affinité (avec le peuple) scythe ».

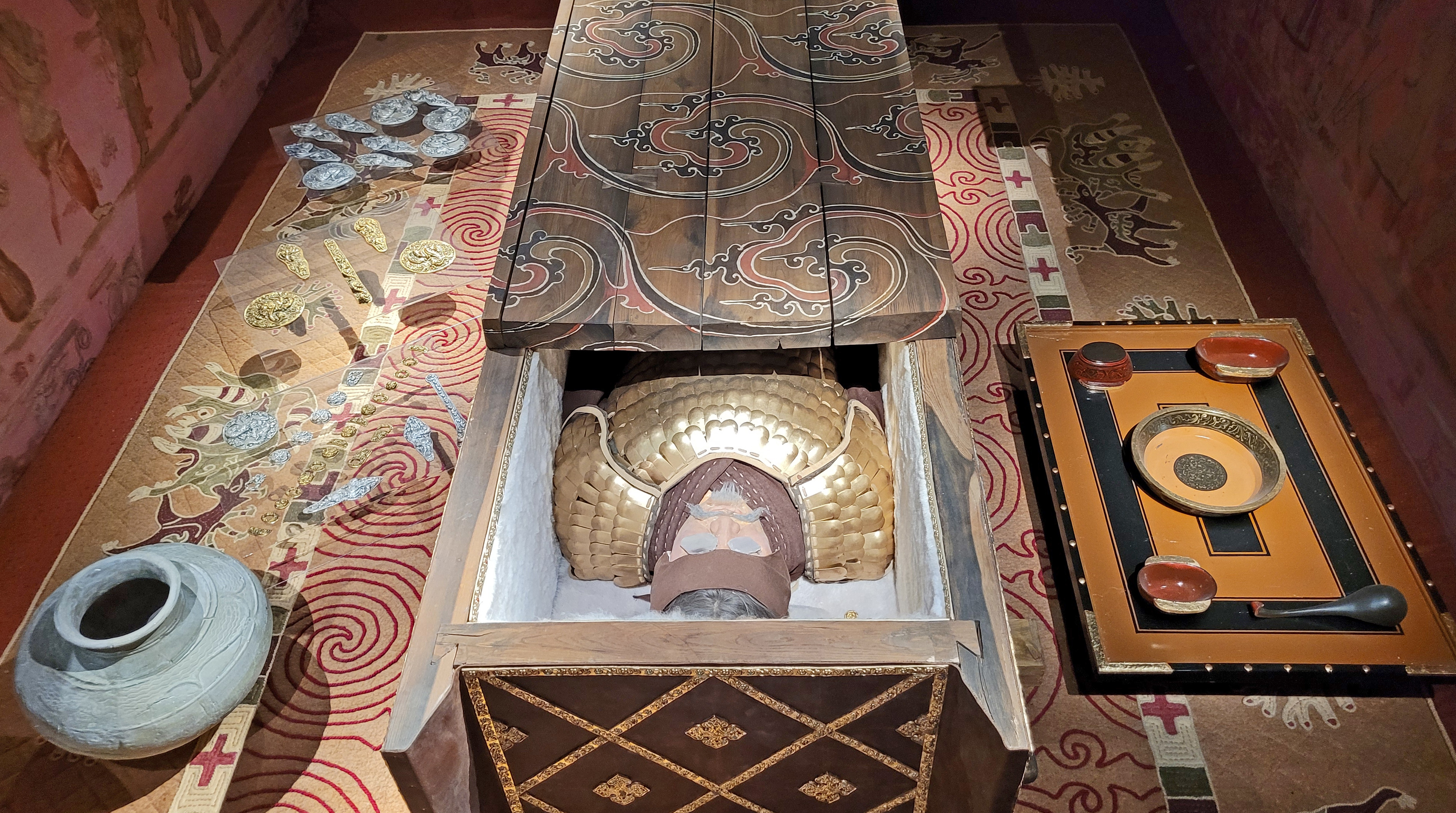
Reconstitution de la tombe d'un roi Xiongnu au Chinggis Khaan National Museum à Oulan-Bator

Les portraits trouvés dans les fouilles de Noin-Ula montrent d'autres influences culturelles, ce qui indique que l'art chinois et l'art xiongnu se sont mutuellement influencés. Certains des portraits brodés trouvés dans les kourganes de Noin-Ula représentent également les Xiongnu avec de longs cheveux tressés et de larges rubans, un style qui est considéré comme identique à la coiffure traditionnelle du clan Ashina. Les corps bien conservés dans les tombes Xiongnu et pré-Xiongnu de la Mongolie et de la Sibérie méridionale présentent des caractéristiques à la fois mongoloïdes et caucasiennes.
L'analyse des squelettes provenant de certains sites attribués aux Xiongnu permet d'identifier des individus de type mongoloïdes et Dolichocéphales, ethniquement distincts des populations voisines vivant dans la région correspondant actuellement à la Mongolie. Des études anthropologiques et cranio-faciales russes et chinoises montrent que les Xiongnu étaient physiquement très hétérogènes, avec six groupes de population différents, présentant à des degrés différents de traits physiques mongoloïdes et caucasoïdes.
Actuellement, il existe quatre cimetières entièrement fouillés et bien documentés : Ivolga, Dyrestui, Burkhan Tolgoi, et Daodunzi,. En outre, des milliers de tombes ont été répertoriées en Transbaïkalie et en Mongolie. Le site de fouilles de Tamir 1, issu du 2005 Silkroad Arkanghai Excavation Project, est le seul cimetière Xiongnu de Mongolie à avoir été entièrement cartographié à l'échelle 1. Tamir 1 est situé sur le Tamiryn Ulaan Khoshuu, un affleurement granitique important situé près d'autres cimetières du néolithique, de l'âge du bronze et de la période mongole. Parmi les découvertes importantes faites sur ce site, on trouve un bol en laque, des perles de verre et trois miroirs TLV. Les archéologues de ce projet pensent que ces artefacts, associés à la richesse générale et à la taille des tombes, suggèrent que ce cimetière était destiné à des individus Xiongnu importants et/ou riches.

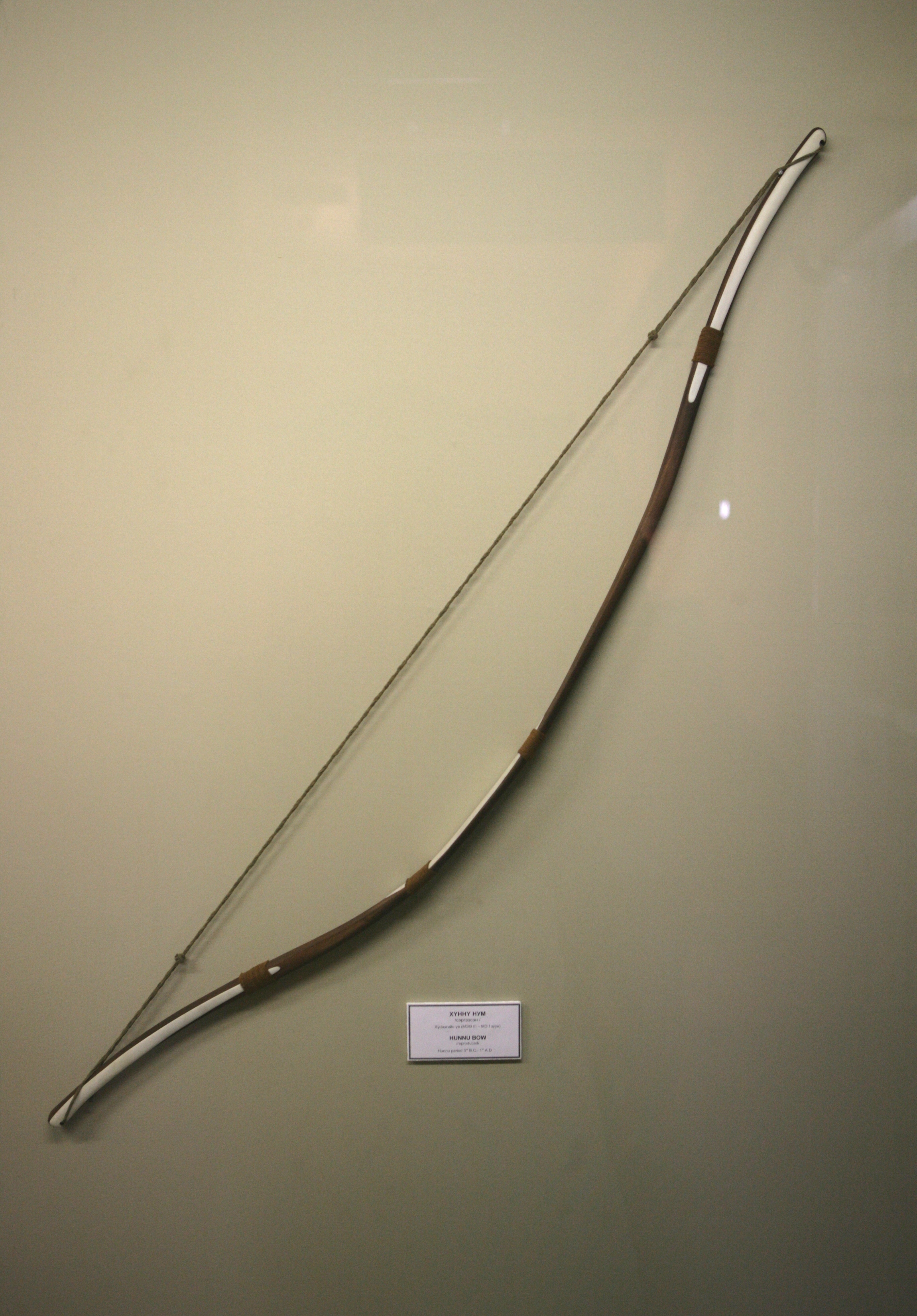
Arc Xiongnu.

Les miroirs TLV présentent un intérêt particulier. Trois miroirs ont été trouvés, dans trois tombes différentes du site. Le miroir trouvé au point 160 est considéré comme une imitation locale de mauvaise qualité d'un miroir Han, tandis que le miroir entier trouvé au point 100 et les fragments d'un miroir trouvé au point 109 sont considérés comme appartenant aux miroirs TLV classiques et remontent à la dynastie Xin ou à la première partie de la période des Han orientaux. Les archéologues ont choisi, pour la plupart, de ne pas établir d'hypothèses sur les relations Han-Xiongnu juste en se basant sur ces trois miroirs. Cependant, ils étaient prêts à mentionner ce qui suit : 

« Il n'y a pas d'indication claire sur l'appartenance ethnique de l'occupant de cette tombe, mais dans une tombe similaire en brique de la fin de la période des Hans orientaux, (située) dans le même cimetière, les archéologues ont découvert un sceau en bronze portant le titre officiel que le gouvernement des Han avait accordé au chef des Xiongnu. Les fouilleurs ont suggéré que ces tombes à chambre de briques appartiennent toutes aux Xiongnu (Qinghai 1993). »

 Les classifications de ces sites funéraires font la distinction entre deux types de sépultures prédominantes :
- les tombes monumentales en terrasse à rampe qui sont souvent flanquées de sépultures « satellites » plus petites ;
- les sépultures « circulaires » ou « en anneau »[126].

Certains spécialistes considèrent qu'il s'agit d'une division entre les tombes « d'élite » et les tombes « communes ». D'autres chercheurs trouvent cette division trop simpliste et peu évocatrice d'une véritable distinction car elle montre « l'ignorance de la nature des investissements mortuaires et des ensembles funéraires typiquement luxuriants [et ne tient pas compte] de la découverte d'autres inhumations de moindre importance qui ne se rattachent pas à l'un ou l'autre de ces types ».

## Culture

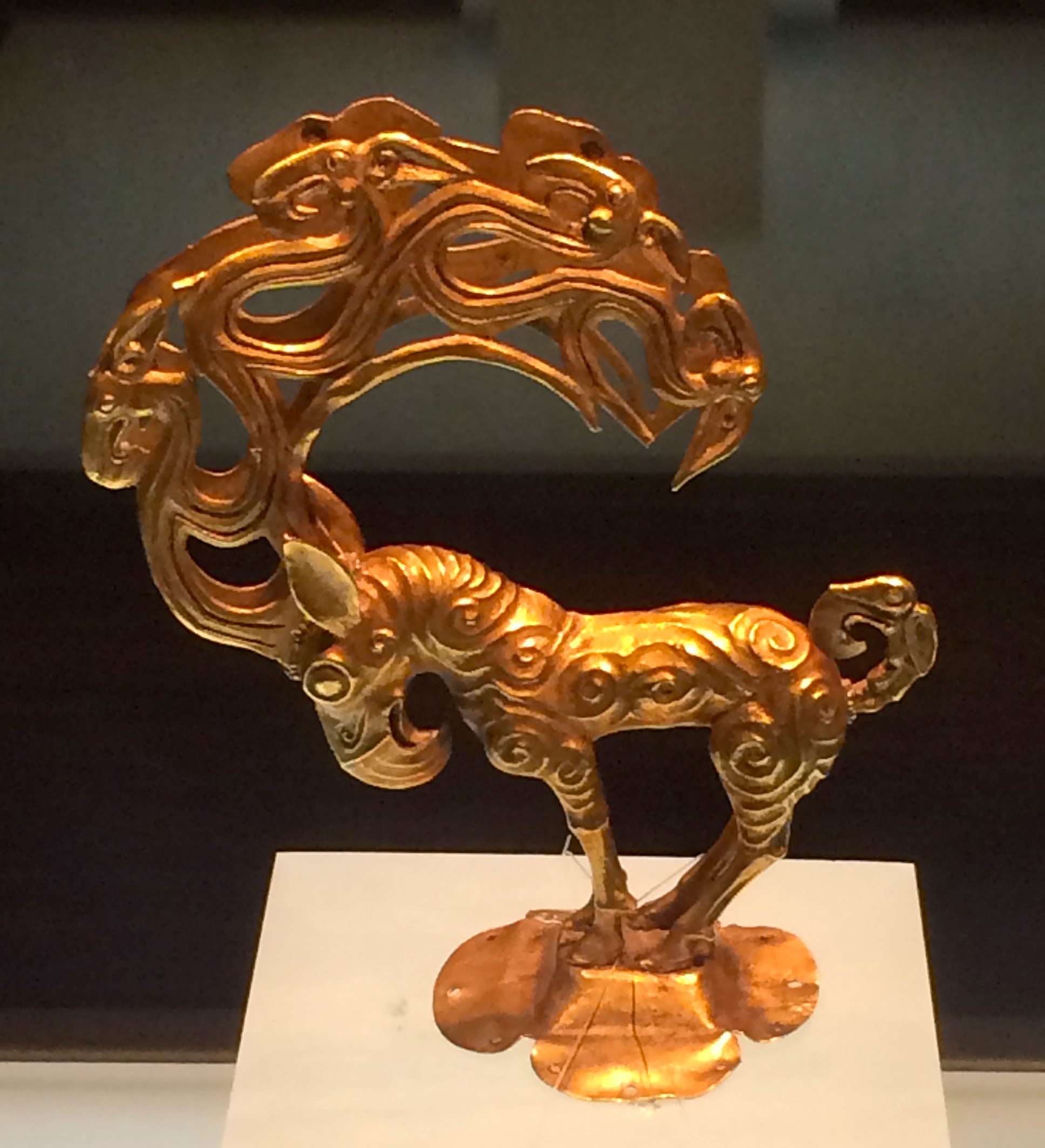
Cerf en or avec une tête d'aigle, et dix autres têtes dans les bois. Provient d'une tombe Xiongnu à la frontière avec la Chine, av. J.-C.

### Spécificités artistiques
Au sein de la culture Xiongnu, on constate une plus grande variété de sites que d'« ère » à « ère », pour reprendre un terme issu de la chronologie chinoise. Cependant, tous forment un ensemble distinct de celui des Han et des autres peuples du nord non chinois. Dans certains cas, l'iconographie ne peut être utilisée comme principal identifiant culturel, car l'art représentant la prédation animale, qui prédomine chez les Xiongnu, est courant chez les peuples des steppes. Un exemple de prédation animale associée à la culture Xiongnu est la représentation d'un tigre portant une proie morte. Il existe des représentations similaires dans les œuvres d'art trouvées à Maoqinggou, un site qui est présumé avoir été sous le contrôle politique des Xiongnu mais qui est encore clairement non-Xiongnu. Cependant, à Maoqinggou, la proie est remplacée par une extension de la patte du tigre. L'œuvre représente également un niveau d'exécution inférieur, le tigre de Maoqinggou ayant été exécuté dans un style plus rond et moins détaillé que ceux de tigres trouvés sur d'autres sites. Dans son sens le plus large, l'iconographie Xiongnu de la prédation animale comprend des exemples tels que la coiffe en or d'Aluchaideng et les boucles d'oreilles en or avec une incrustation de turquoise et de jade découvertes à Xigouban, en Mongolie intérieure. On peut voir cette coiffe en, ainsi que d'autres exemples de l'art xiongnu, via les liens externes présents au bas de cet article.
L'art xiongnu est plus difficile à distinguer de l'art saka ou scythe. Il existe une similitude dans l'exécution stylistique, mais l'art Xiongnu et l'art Saka diffèrent souvent en termes d'iconographie. L'art Saka ne semble pas avoir inclus de scènes de prédation, en particulier avec des proies mortes, ou de combat entre animaux identiques. En outre, l'art Saka comprenait des éléments qui ne sont pas communs à l'iconographie Xiongnu, comme des chevaux ailés et cornus. Les deux cultures utilisaient également deux types de têtes d'oiseaux différents. Les représentations d'oiseaux Xiongnu ont tendance à avoir un œil et un bec modérés et à avoir des oreilles, tandis que les oiseaux Saka ont un œil et un bec prononcés et n'ont pas d'oreilles. Certains érudits prétendent que ces différences sont révélatrices de différences culturelles. Le chercheur Sophia-Karin Psarras affirme que les images de prédation animale des Xiongnus, en particulier le tigre et ses proies, sont spirituelles, représentatives de la mort et de la renaissance, et que le combat entre animaux est représentatif de l'acquisition ou de la conservation du pouvoir.

### Art rupestre et écriture
L'art rupestre des monts Yin et Helan couvre une période allant du 9e millénaire av. J.-C. au XIXe siècle apr. J.-C. Il est principalement constitué de signes gravés (Pétroglyphes) et, dans une moindre mesure, d'images peintes.
Les fouilles menées entre 1924 et 1925 dans les kourganes de Noin-Ula ont permis de trouver des objets comportant plus de vingt caractères gravés, qui étaient soit identiques, soit très similaires, aux lettres runiques de l'ancien alphabet turc découvertes dans la vallée de l'Orkhon. Certains chercheurs en déduisent que le Xiongnu avaient une écriture similaire au runiforme eurasien et que cet alphabet lui-même a servi de base à l'écriture turque ancienne.
Dans le volume 110 du Shiji, Sima Qian rapporte que lorsque les Xiongnu notaient quelque chose ou transmettaient un message, ils faisaient des entailles sur un morceau de bois. Il mentionne également l'existence d'une "écriture Hu".

### Régime alimentaire
Les Xiongnu étaient un peuple nomade. D'après leur mode de vie, qui consiste à élever des troupeaux et à faire du commerce de chevaux avec la Chine, on peut conclure que leur alimentation se composait principalement de viande de mouton, de cheval et d'oies sauvages abattues.

## Liens possible avec la dynastie Silla
Dans divers types d'inscriptions anciennes présentes sur les monuments du roi Munmu de Silla, il est écrit que ce dernier est peut-être issu d'une tribu Xiongnu inconnue, ou qu'il a des ancêtres partiellement Xiongnu. Selon plusieurs historiens, il est possible que cette tribu inconnue soit d'origine coréenne et qu'elle ait rejoint la confédération Xiongnu. Plus tard, la famille régnante de la tribu serait retournée en Corée et ses membres se seraient mariée avec la famille royale de Silla. Certains chercheurs coréens soulignent également que les objets funéraires de Silla et des Xiongnu de l'Est sont similaires,,,,.

## Sources et postérité
L'historiographie des Xiongnu repose essentiellement sur les textes han comme le Shiji qui lui consacre un chapitre intitulé Xiongnu Liezhuan (Chronique des Xiongnu), le Livre des Han et le Livre des Han postérieurs. La principale source de référence est le Shiji dont l'auteur est considéré comme l'inventeur de l'histoire moderne en Chine. Encore récemment, ces textes ont fait l'objet de traductions en mongol du fait de l'intérêt national de la Mongolie de renouer avec ses racines et de mettre en lumière le « Premier Empire des steppes ». En 2011, la commémoration officielle du 2220e anniversaire de sa fondation associe le Xiongnu à l'identité et au récit national de la Mongolie, considérant que les Mongols ne sont plus seulements les descendants de Gengis Khan, mais aussi de Modu Chanyu. Cet engouement renforce les investissements accordés aux chantiers archéologiques sur le sujet.

### Vidéographie
- Jean-Paul Desroches, « Que savons-nous des Khunnu, maîtres de la Mongolie du IIIe siècle avant notre ère au IIe siècle de notre ère ? », Archives audiovisuelle de la recherche